# جام جهانی فوتبال ۲۰۲۲
جام جهانی فوتبال ۲۰۲۲ (به عربی: كأس العالم لكرة القدم ٢٠٢٢)، (به انگلیسی: FIFA World Cup 2022) بیست‌ودومین دورهٔ جام جهانی فوتبال بود که از ۲۰ نوامبر تا ۱۸ دسامبر ۲۰۲۲ (۲۹ آبان تا ۲۷ آذر ۱۴۰۱) در قطر برگزار شد. این رویداد برای اولین بار در یک کشور عربی و دومین بار در قاره آسیا (پس از جام جهانی ۲۰۰۲) برگزار شد. آرژانتین با پیروزی در فینال، عنوان قهرمانی این دوره را کسب کرد.
این تورنمنت آخرین دوره از مسابقات بود که ۳۲ تیم در آن شرکت کردند و برای جام جهانی ۲۰۲۶ و پس از آن، حضور ۴۸ تیم برنامه‌ریزی شده‌است. با توجه به گرمای شدید قطر در تابستان، این جام جهانی از اواخر نوامبر تا اواسط دسامبر، در هشت ورزشگاه و در پنج شهر برگزار شد و اولین دوره از این رقابت‌ها بود که در ماه مه، ژوئن یا ژوئیه برگزار نشد. دیدار افتتاحیه بین قطر و اکوادور در ورزشگاه البیت برگزار شد. قطر در اولین حضور خود در جام جهانی، ۲–۰ شکست خورد و اولین کشور میزبانی شد که بازی افتتاحیهٔ خود را باخته‌است. قطر پس از شکست در دو بازی ابتدایی خود حذف شد و سریع‌ترین میزبانی شد که از مسابقات حذف شده‌است، و دومین کشور میزبان که نتوانسته‌است مرحلهٔ گروهی را پشت سر بگذارد.
در مرحله اول مسابقات، تیم‌ها در هشت گروه چهار تیمی برای کسب امتیاز به رقابت پرداختند و دو تیم برتر هر گروه به مرحله حذفی رسیدند؛ پس از سه دور بازی، تیم‌های آرژانتین و فرانسه به فینال مسابقات راه یافتند که در ۱۸ دسامبر ۲۰۲۲، مقارن با روز ملی قطر برگزار شد. آرژانتین در فینال مقابل فرانسه با نتیجه ۴–۲ در ضربات پنالتی و پس از تساوی ۳–۳ در وقت‌های اضافه پیروز و قهرمان شد. کیلیان امباپه، بازیکن فرانسوی، پس از جف هرست در فینال ۱۹۶۶، موفق شد در فینال جام جهانی هت تریک کند و کفش طلا را به خاطر زدن بیشترین گل (۸) در طول مسابقات به دست آورد. همچنین لیونل مسی کاپیتان آرژانتین به‌عنوان بهترین بازیکن جام انتخاب شد و توپ طلا مسابقات را گرفت.
مسابقات این دوره پر از شگفتی بود. قهرمانان دوره‌های گذشته جام‌جهانی آلمان و اروگوئه هر دو در مرحله گروهی حذف شدند - که آلمان برای دومین دوره متوالی نتوانست از مرحله گروهی صعود کند. همچنین تیم سوم مسابقات ۲۰۱۸، بلژیک در مرحله گروهی حذف شد. آرژانتین که از ابتدا از گزینه‌های قهرمانی بود، در بازی نخست خود از عربستان شکست خورد و آن‌ها را به دومین کشوری تبدیل کرد که پس از شکست در بازی اول خود، قهرمان جام جهانی شدند. برزیل، قهرمان پنج دوره جا‌م‌جهانی، در مرحله یک‌چهارم نهایی پس از شکست در ضربات پنالتی از کرواسی، حذف شد و کرواسی نیز در پایان در جایگاه سوم مسابقات قرار گرفت. مراکش به اولین کشوری از قاره آفریقا و جهان عرب تبدیل شد که به نیمه‌نهایی مسابقات رسید و اسپانیا و پرتغال را در مسیر صعودش حذف کرد. پنج بازی در مراحل حذفی از جمله فینال، به ضربات پنالتی کشیده‌شد که یک رکورد بود؛ به عبارت دیگر تمام مسابقاتی که پس از وقت ۹۰ دقیقه قانونی به وقت اضافه رسیدند، به ضربات پنالتی ختم شدند. این مسابقات همچنین پایان انتظار ۶۴ ساله حضور دوباره در جام‌جهانی برای ولز بود، طولانی‌ترین فاصله تاریخ برای هر تیمی؛ آخرین حضور آن‌ها به سال ۱۹۵۸ بر‌می‌گشت. با به ثمر رسیدن ۱۷۲ گل، رکورد جدیدی برای بیشترین تعداد گل زده در قالب ۳۲ تیمی به ثبت رسید.
انتخاب میزبانی جام جهانی در قطر منجر به جنجال‌های بحث‌برانگیزی به ویژه در جهان غرب شد، که برخی از آن‌ها شامل رفتار بد قطر با کارگران مهاجر، سوابق ضعیف حقوق بشر، حقوق دگرباشان جنسی و اتهامات دیگر مربوط به ورزش‌شویی است. سپ بلاتر، رئیس سابق فیفا مدعی شد که قطر برای کسب حق میزبانی تقلب کرده‌است، و دو بار اعلام کرد که دادن حق میزبانی به قطر یک «اشتباه» بود؛ در حالی که جانی اینفانتینو، رئیس وقت فیفا، از میزبانی مسابقات در قطر دفاع کرد. عده‌ای اظهار کردند که آب و هوای طاقت فرسا قطر و فقدان فرهنگ قوی فوتبالی، دلیلی بر رشوه‌دهی برای حقوق میزبانی و فساد گسترده در فیفا است. این مناقشه‌ها به‌عنوان یک تضاد فرهنگی و جنگ تمدن‌ها بین عقاید اسلام و هنجارهای سکولاریته دموکراسی آزاد غرب توصیف شد. برخی دیگر آن را نشان دهنده ژئوپلیتیک و کاهش نفوذ غرب در فوتبال دانستند.

## بررسی اجمالی
جام جهانی فوتبال یک تورنمنت حرفه‌ای فوتبال است که توسط فیفا هر چهار سال یک‌بار بین تیم‌های ملی فوتبال برگزار می‌شود. این رقابت‌ها اولین بار در سال ۱۹۳۰ در اروگوئه برگزار شد، و از سال ۱۹۹۸ تاکنون با حضور ۳۲ تیم برگزار شده‌است. در این مسابقات، تیم‌ها ابتدا در هشت گروه و سپس ۱۶ تیم برتر در یک دور حذفی باهم به رقابت پرداختند. مدافع عنوان قهرمانی تیم ملی فوتبال فرانسه بود که در فینال جام جهانی ۲۰۱۸، کرواسی را با نتیجه ۴–۲ شکست داد. این رویداد در مدت زمان کمتر، از ۲۰ نوامبر تا ۱۸ دسامبر در قطر برگزار شد. این اولین دوره از مسابقات جام جهانی بود که در جهان عرب برگزار شد. بعد از کاهش همه‌گیری ویروس کرونا در جهان، محدودیت‌هایی مانند فاصله‌گذاری اجتماعی، پوشیدن ماسک و آزمایش‌های منفی که ابتدا برای تماشاگران در نظر گرفته شده‌بود، پیش از آغاز مسابقات لغو شد.

### زمان‌بندی
برخلاف جام‌های جهانی قبلی که معمولاً در ژوئن و ژوئیه برگزار شدند، جام جهانی ۲۰۲۲ در ماه‌های نوامبر و دسامبر برگزار شد تا از گرمای شدید تابستان قطر جلوگیری شود. در نتیجه، جام جهانی به‌طور غیرعادی در میانه فصل‌های لیگ‌های داخلی فوتبال برگزار شد که در اواخر ژوئیه یا اوت شروع می‌شوند، از جمله تمام لیگ‌های بزرگ اروپایی، که موظف به گنجاندن وقفه‌های طولانی در برنامه‌های داخلی خود برای سازگاری با جام جهانی شدند. رقابت‌های بزرگ اروپایی برای جلوگیری از انجام بازی‌های گروهی در سال بعد، بازی‌های گروهی مسابقات مربوط را قبل از جام جهانی برنامه‌ریزی کردند.
برنامهٔ مسابقات در ۱۵ ژوئیه ۲۰۲۰ توسط فیفا تأیید شد. مرحله گروهی قرار بود از ۲۱ نوامبر با چهار بازی در هر روز آغاز شود. بعدها، برنامه با انتقال بازی قطر مقابل اکوادور به ۲۰ نوامبر تغییر یافت، پس از اینکه قطر با رای زنی فیفا را متقاعد کرد تا به تیم آن‌ها اجازه دهد مسابقات را افتتاح کند. در ۱۱ اوت، تأیید شد که مسابقه قطر و اکوادور یک روز به جلو کشیده شده و به بازی افتتاحیه مسابقات تبدیل شده‌است، در حالی که مسابقه سنگال و هلند، که مسابقات را طبق برنامه اولیه افتتاح می‌کرد، به بازه زمانی آزاد شده، تخصیص داده‌شد.
بازی افتتاحیه، با حضور تیم ملی فوتبال قطر، در ۲۰ نوامبر ۲۰۲۲، ساعت ۱۹:۰۰ به وقت محلی (UTC+3)، در ورزشگاه البیت برگزار شد. در مرحلهٔ گروهی، زمان شروع بازی‌ها (به وقت محلی) در ساعت‌های ۱۳:۰۰، ۱۶:۰۰، ۱۹:۰۰ و ۲۲:۰۰ متغیر بود. بازی رده‌بندی در تاریخ ۱۷ دسامبر ۲۰۲۲ در ورزشگاه بین‌المللی خلیفه و فینال در ۱۸ دسامبر ۲۰۲۲ در ورزشگاه ملی لوسیل هر دو ساعت ۱۸:۰۰ برگزار شد.
مسابقات مرحلهٔ گروهی برای هر گروه به ورزشگاه‌های زیر اختصاص داده شد:
- گروه‌های A, B، E, F: ورزشگاه البیت، ورزشگاه بین‌المللی خلیفه، ورزشگاه الثمامه، ورزشگاه احمد بن علی
- گروه‌های C, D، G, H: ورزشگاه ملی لوسیل، ورزشگاه ۹۷۴، ورزشگاه شهر آموزش، ورزشگاه الجنوب

### هزینه
این جام با هزینه تخمینی بیش از ۲۲۰ میلیارد دلار پرهزینه‌ترین جام جهانی بود که تاکنون برگزار شده‌است؛ هرچند عده ای دیگر این رقم را رد کرده‌اند و بر این باورند که توسعه زیرساخت‌ها قبل از اهدای میزبانی به قطری‌ها برنامه‌ریزی شده‌بود. آنها ادعا می‌کنند که هزینه واقعی این جام جهانی ۸ میلیارد دلار بود.

### جوایز
در آوریل ۲۰۲۲، فیفا جوایز همه کشورهای حضور یافته را اعلام کرد. هر تیم قبل از رقابت‌ها، ۱٫۵ میلیون دلار دریافت کرد تا هزینه‌های آماده‌سازی خود را در قطر پوشش دهد و حداقل ۹ میلیون دلار دیگر جایزه دریافت کرد. مجموع جوایز این دوره، ۴۴۰ میلیون دلار بود، که ۴۰ میلیون دلار بیشتر از جوایز دوره قبلی است.
| جایگاه              | مبلغ (میلیون دلار) | مبلغ (میلیون دلار) |
| جایگاه              | هر تیم             | مجموع              |
| ------------------- | ------------------ | ------------------ |
| قهرمان              | ۴۲                 | ۴۲                 |
| نایب قهرمان         | ۳۰                 | ۳۰                 |
| سوم                 | ۲۷                 | ۲۷                 |
| چهارم               | ۲۵                 | ۲۵                 |
| ۵–۸ (مرحله یک‌چهارم) | ۱۷                 | ۶۸                 |
| ۹–۱۶ (مرحله یک‌هشتم) | ۱۳                 | ۱۰۴                |
| ۱۷–۳۲ (مرحله گروهی) | ۹                  | ۱۴۴                |
| مجموع               | مجموع              | ۴۴۰                |

### تغییر قوانین
قوانین جدید در تعویض‌ها در این دوره از مسابقات اعمال شد که در آن تیم‌ها می‌توانند تا پنج تعویض در زمان عادی و یک تعویض اضافی در وقت اضافه انجام دهند. به علاوه، این اولین جام جهانی بود که «تعویض ضربه مغزی» داشت، که در آن هر تیم مجاز است حداکثر از یک تعویض ضربه مغزی در طول یک مسابقه استفاده کند. یک تعویض ضربه مغزی در سهمیه تعویض‌های معمولی یک تیم به حساب نمی‌آید. علیرضا بیرانوند دروازه‌بان ایرانی، در بازی نخست کشورش مقابل انگلیس، اولین تعویض ضربه مغزی در تاریخ جام جهانی شد.

## گزینش میزبان
روند گزینش برای میزبانی جام جهانی فوتبال ۲۰۱۸ و ۲۰۲۲ در ژانویهٔ ۲۰۰۹ آغاز شد و اتحادیه‌های ملی تا ۲ فوریه ۲۰۰۹ فرصت داشتند تا علاقهٔ خود به میزبانی را ثبت کنند. در ابتدا، یازده پیشنهاد برای جام جهانی فوتبال ۲۰۱۸ ارائه شد، اما مکزیک بعداً از روند رسیدگی انصراف داد، و پیشنهاد اندونزی توسط فیفا در فوریهٔ ۲۰۱۰ رد شد، زیرا فدراسیون فوتبال اندونزی نامه‌ای مبنی بر ضمانت دولت اندونزی برای حمایت از مناقصه را ارائه نکرده بود. پس از اینکه تضمین شد یک کشور عضو یوفا میزبان مسابقات ۲۰۱۸ باشد، اعضای یوفا دیگر در رقابت برای میزبانی در سال ۲۰۲۲ نبودند.
در پایان، پنج پیشنهاد برای جام جهانی ۲۰۲۲ ماند: استرالیا، ژاپن، قطر، کره جنوبی و ایالات متحده آمریکا. کمیتهٔ اجرایی بیست‌ودو عضوی فیفا در ۲ دسامبر ۲۰۱۰ در زوریخ برای رأی‌گیری در مورد میزبان هر دو تورنمنت تشکیل جلسه داد. دو عضو کمیته اجرایی فیفا قبل از رای‌گیری در رابطه با اتهامات فساد در مورد آرای خود تعلیق شدند. تصمیم برای میزبانی جام جهانی ۲۰۲۲ در قطر به‌عنوان «خطر عملیاتی بالا» درجه‌بندی شد، انتقاد مفسران رسانه‌ها را به‌دنبال داشت و همچنین توسط بسیاری به‌عنوان بخشی از رسوایی‌های فساد فیفا مورد انتقاد قرار گرفت.
فرایند رأی‌گیری به شرح زیر بود:
| نامزدها             | آرا     | آرا     | آرا     | آرا     |
| نامزدها             | مرحلهٔ ۱ | مرحلهٔ ۲ | مرحلهٔ ۳ | مرحلهٔ ۴ |
| ------------------- | ------- | ------- | ------- | ------- |
| قطر                 | ۱۱ رأی  | ۱۰ رأی  | ۱۱ رأی  | ۱۴ رأی  |
| ایالات متحدهٔ آمریکا | ۳ رأی   | ۵ رأی   | ۶ رأی   | ۸ رأی   |
| کره جنوبی           | ۴ رأی   | ۵ رأی   | ۵ رأی   | حذف شد  |
| ژاپن                | ۳ رأی   | ۲ رأی   | حذف شد  | حذف شد  |
| استرالیا            | ۱ رأی   | حذف شد  | حذف شد  | حذف شد  |

## تیم‌ها

### مرحلهٔ مقدماتی
شش کنفدراسیون قاره‌ای فیفا مسابقات مقدماتی خود را سازماندهی کردند. تمام اتحادیه‌های عضو فیفا که در حال حاضر تعداد آن ۲۱۱ عضو است، واجد شرایط ورود به مرحلهٔ مقدماتی بودند. تیم ملی فوتبال قطر به عنوان میزبان به‌طور خودکار به مسابقات راه یافت. با این حال، کنفدراسیون فوتبال آسیا قطر را موظف به شرکت در مرحلهٔ مقدماتی آسیا کرد زیرا دو دور اول این رقابت‌ها به عنوان جواز مرحلهٔ مقدماتی برای جام ملت‌های آسیا ۲۰۲۳ عمل می‌کند. از آنجایی که قطری‌ها به عنوان برندهٔ گروه خود به مرحلهٔ نهایی رسیدند، لبنان، به جای آن‌ها به مرحلهٔ بعد صعود کرد.تیم ملی فوتبال فرانسه، قهرمان قبلی جام جهانی نیز طبق روال معمول مراحل مقدماتی را پشت سر گذاشت. تیم ملی فوتبال سنت لوسیا ابتدا وارد مرحلهٔ مقدماتی شد اما قبل از اولین بازی خود، از این رقابت‌ها انصراف داد. تیم ملی فوتبال کره شمالی به دلیل نگرانی‌های ایمنی مربوط به دنیاگیری کووید-۱۹ از دور مقدماتی انصراف داد. تیم ملی فوتبال ساموآی آمریکا و تیم ملی فوتبال ساموآ هر دو قبل از قرعه‌کشی اواف‌سی، از مرحلهٔ مقدماتی کنار رفتند. تیم ملی فوتبال تونگا پس از فوران آتش‌فشان و سونامی هونگا تونگا ۲۰۲۲ از مسابقات کناره‌گیری کردند. تیم ملی فوتبال وانواتو و تیم ملی فوتبال جزایر کوک نیز به دلیل شیوع بیماری کووید-۱۹ در ترکیب‌های خود انصراف دادند.
تخصیص سهمیه‌ها برای هر کنفدراسیون توسط کمیتهٔ اجرایی فیفا در ۳۰ مه ۲۰۱۵ در زوریخ پس از کنگرهٔ فیفا مورد بحث قرار گرفت. کمیته تصمیم گرفت که سهمیه‌ها در سال ۲۰۰۶، که برای سال‌های ۲۰۱۰، ۲۰۱۴ و ۲۰۱۸ بدون تغییر باقی ماند، برای مسابقات ۲۰۲۲ ادامه یابد:
- سی‌ای‌اف (آفریقا): ۵ سهمیه
- ای‌اف‌سی (آسیا): ۵/۵ سهمیه (به همراه میزبان)
- یوفا (اروپا): ۱۳ سهمیه
- کونکاکاف (آمریکای شمالی و مرکزی و کارائیب): ۳٫۵ سهمیه
- اواف‌سی (اقیانوسیه): ۰٫۵ سهمیه
- کونومبول (آمریکای جنوبی): ۴٫۵ سهمیه

قرعه‌کشی مرحلهٔ مقدماتی قرار بود در ژوئیهٔ ۲۰۱۹ انجام شود. این تاریخ بعداً ملغی شد تا هر کنفدراسیون بتواند قرعه‌کشی‌های خود را برای مسابقات مقدماتی برگزار کند. اولین بازی‌های مقدماتی در ژوئن ۲۰۱۹ در مسابقات مقدماتی آسیا برگزار شد که تیم ملی فوتبال مغولستان در ۶ ژوئن ۲–۰ برونئی تیم ملی فوتبال برونئی را شکست داد.

### تیم‌های راه‌یافته
| تیم                 | شیوه راه‌یابی                    | تاریخ راه‌یابی  | سابقه شرکت در مسابقات | بهترین حضور در دوره‌های گذشته               |
| ------------------- | ------------------------------- | -------------- | --- | ------------------------------------------ |
| قطر                 | کشور میزبان                     | ۲ دسامبر ۲۰۱۰  | صفر (اولین دوره ۲۰۲۲) | —                                          |
| آلمان               | تیم اول گروه J یوفا             | ۱۱ اکتبر ۲۰۲۱  | ۱۹ (۱۹۳۴، ۱۹۳۸، ۱۹۵۴۲، ۱۹۵۸۲، ۱۹۶۲۲، ۱۹۶۶۲، ۱۹۷۰۲، ۱۹۷۴۲، ۱۹۷۸۲، ۱۹۸۲۲، ۱۹۸۶۲، ۱۹۹۰۲، ۱۹۹۴، ۱۹۹۸، ۲۰۰۲، ۲۰۰۶، ۲۰۱۰، ۲۰۱۴، ۲۰۱۸)   | قهرمان (۱۹۵۴، ۱۹۷۴، ۱۹۹۰، ۲۰۱۴)            |
| دانمارک             | تیم اول گروه F یوفا             | ۱۲ اکتبر ۲۰۲۱  | ۵ (۱۹۸۶، ۱۹۹۸، ۲۰۰۲، ۲۰۱۰، ۲۰۱۸)                                                                                                  | یک‌چهارم نهایی (۱۹۹۸)                       |
| برزیل               | تیم اول کونمبول                 | ۱۱ نوامبر ۲۰۲۱ | ۲۱ (۱۹۳۰، ۱۹۳۴، ۱۹۳۸، ۱۹۵۰, ۱۹۵۴، ۱۹۵۸، ۱۹۶۲، ۱۹۶۶، ۱۹۷۰، ۱۹۷۴، ۱۹۷۸، ۱۹۸۲، ۱۹۸۶، ۱۹۹۰، ۱۹۹۴، ۱۹۹۸، ۲۰۰۲، ۲۰۰۶، ۲۰۱۰، ۲۰۱۴، ۲۰۱۸) | قهرمان (۱۹۵۸، ۱۹۶۲، ۱۹۷۰، ۱۹۹۴، ۲۰۰۲)      |
| بلژیک               | تیم اول گروه E یوفا             | ۱۳ نوامبر ۲۰۲۱ | ۱۳ (۱۹۳۰، ۱۹۳۴، ۱۹۳۸، ۱۹۵۴، ۱۹۷۰، ۱۹۸۲، ۱۹۸۶، ۱۹۹۰، ۱۹۹۴، ۱۹۹۸، ۲۰۰۲، ۲۰۱۴، ۲۰۱۸)                                                 | مقام سوم (۲۰۱۸)                            |
| فرانسه              | تیم اول گروه D یوفا             | ۱۳ نوامبر ۲۰۲۱ | ۱۵ (۱۹۳۰، ۱۹۳۴، ۱۹۳۸، ۱۹۵۴، ۱۹۵۸، ۱۹۶۶، ۱۹۷۸، ۱۹۸۲، ۱۹۸۶، ۱۹۹۸، ۲۰۰۲، ۲۰۰۶، ۲۰۱۰، ۲۰۱۴، ۲۰۱۸)                                     | قهرمان (۱۹۹۸، ۲۰۱۸)                        |
| کرواسی              | تیم اول گروه H یوفا             | ۱۴ نوامبر ۲۰۲۱ | ۵ (۱۹۹۸، ۲۰۰۲، ۲۰۰۶، ۲۰۱۴، ۲۰۱۸)                                                                                                  | نایب‌قهرمان (۲۰۱۸)                          |
| اسپانیا             | تیم اول گروه B یوفا             | ۱۴ نوامبر ۲۰۲۱ | ۱۵ (۱۹۳۴، ۱۹۵۰، ۱۹۶۲، ۱۹۶۶، ۱۹۷۸، ۱۹۸۲، ۱۹۸۶، ۱۹۹۰، ۱۹۹۴، ۱۹۹۸، ۲۰۰۲، ۲۰۰۶، ۲۰۱۰، ۲۰۱۴، ۲۰۱۸)                                     | قهرمان (۲۰۱۰)                              |
| صربستان             | تیم اول گروه A یوفا             | ۱۴ نوامبر ۲۰۲۱ | ۱۲ (۱۹۳۰۳، ۱۹۵۰۳، ۱۹۵۴۳، ۱۹۵۸۳، ۱۹۶۲۳، ۱۹۷۴۳، ۱۹۸۲۳، ۱۹۹۰۳، ۱۹۹۸۳، ۲۰۰۶۳، ۲۰۱۰، ۲۰۱۸)                                             | مقام چهارم (۱۹۳۰۴، ۱۹۶۲)                   |
| انگلستان            | تیم اول گروه I یوفا             | ۱۵ نوامبر ۲۰۲۱ | ۱۵ (۱۹۵۰، ۱۹۵۴، ۱۹۵۸، ۱۹۶۲، ۱۹۶۶، ۱۹۷۰، ۱۹۸۲، ۱۹۸۶، ۱۹۹۰، ۱۹۹۸، ۲۰۰۲، ۲۰۰۶، ۲۰۱۰، ۲۰۱۴، ۲۰۱۸)                                     | قهرمان (۱۹۶۶)                              |
| سوئیس               | تیم اول گروه C یوفا             | ۱۵ نوامبر ۲۰۲۱ | ۱۱ (۱۹۳۴، ۱۹۳۸، ۱۹۵۰، ۱۹۵۴، ۱۹۶۲، ۱۹۶۶، ۱۹۹۴، ۲۰۰۶، ۲۰۱۰، ۲۰۱۴، ۲۰۱۸)                                                             | یک‌چهارم نهایی (۱۹۳۴، ۱۹۳۸، ۱۹۵۴)           |
| هلند                | تیم اول گروه G یوفا             | ۱۶ نوامبر ۲۰۲۱ | ۱۰ (۱۹۳۴، ۱۹۳۸، ۱۹۷۴، ۱۹۷۸، ۱۹۹۰، ۱۹۹۴، ۱۹۹۸، ۲۰۰۶، ۲۰۱۰، ۲۰۱۴)                                                                   | نایب‌قهرمان (۱۹۷۴، ۱۹۷۸، ۲۰۱۰)              |
| آرژانتین            | تیم دوم کونمبول                 | ۱۶ نوامبر ۲۰۲۱ | ۱۷ (۱۹۳۰، ۱۹۳۴، ۱۹۵۸، ۱۹۶۲، ۱۹۶۶، ۱۹۷۴، ۱۹۷۸، ۱۹۸۲، ۱۹۸۶، ۱۹۹۰، ۱۹۹۴، ۱۹۹۸، ۲۰۰۲، ۲۰۰۶، ۲۰۱۰، ۲۰۱۴، ۲۰۱۸)                         | قهرمان (۱۹۷۸، ۱۹۸۶)                        |
| ایران               | تیم اول گروه A مرحله سوم ای‌اف‌سی | ۲۷ ژانویه ۲۰۲۲ | ۵ (۱۹۷۸، ۱۹۹۸، ۲۰۰۶، ۲۰۱۴، ۲۰۱۸)                                                                                                  | مرحلهٔ گروهی (۱۹۷۸، ۱۹۹۸، ۲۰۰۶، ۲۰۱۴، ۲۰۱۸) |
| کرهٔ جنوبی           | تیم دوم گروه A مرحله سوم ای‌اف‌سی | ۱ فوریه ۲۰۲۲   | ۱۰ (۱۹۵۴، ۱۹۸۶، ۱۹۹۰، ۱۹۹۴، ۱۹۹۸، ۲۰۰۲، ۲۰۰۶، ۲۰۱۰، ۲۰۱۴، ۲۰۱۸)                                                                   | مقام چهارم (۲۰۰۲)                          |
| ژاپن                | تیم دوم گروه B مرحله سوم ای‌اف‌سی | ۲۴ مارس ۲۰۲۲   | ۶ (۱۹۹۸، ۲۰۰۲، ۲۰۰۶، ۲۰۱۰، ۲۰۱۴، ۲۰۱۸)                                                                                            | یک‌هشتم نهایی (۲۰۰۲، ۲۰۱۰، ۲۰۱۸)            |
| عربستان سعودی       | تیم اول گروه B مرحله سوم ای‌اف‌سی | ۲۴ مارس ۲۰۲۲   | ۵ (۱۹۹۴، ۱۹۹۸، ۲۰۰۲، ۲۰۰۶، ۲۰۱۸)                                                                                                  | یک‌هشتم نهایی (۱۹۹۴)                        |
| اکوادور             | تیم چهارم کونموبل               | ۲۵ مارس ۲۰۲۲   | ۳ (۲۰۰۲، ۲۰۰۶، ۲۰۱۴) | یک‌هشتم نهایی (۲۰۰۶) (۲۰۰۶)                 |
| اروگوئه             | تیم سوم کونموبل                 | ۲۵ مارس ۲۰۲۲   | ۱۳ (۱۹۳۰، ۱۹۵۰، ۱۹۵۴، ۱۹۶۲، ۱۹۶۶، ۱۹۷۰، ۱۹۷۴، ۱۹۸۶، ۱۹۹۰، ۲۰۰۲، ۲۰۱۰، ۲۰۱۴، ۲۰۱۸)                                                 | قهرمان (۱۹۳۰، ۱۹۵۰)                        |
| کانادا              | تیم اول کونکاکاف                | ۲۷ مارس ۲۰۲۲   | ۱ (۱۹۸۶) | مرحلهٔ گروهی (۱۹۸۶)                         |
| غنا                 | برندهٔ مرحلهٔ سوم آفریقا          | ۲۹ مارس ۲۰۲۲   | ۳ (۲۰۰۶، ۲۰۱۰، ۲۰۱۴) | یک‌چهارم نهایی (۲۰۱۰)                       |
| سنگال               | برندهٔ مرحلهٔ سوم آفریقا          | ۲۹ مارس ۲۰۲۲   | ۲ (۲۰۰۲، ۲۰۱۸) | یک‌چهارم نهایی (۲۰۰۲)                       |
| پرتغال              | برندهٔ مرحلهٔ دوم یوفا            | ۲۹ مارس ۲۰۲۲   | ۷ (۱۹۶۶، ۱۹۸۶، ۲۰۰۲، ۲۰۰۶، ۲۰۱۰، ۲۰۱۴، ۲۰۱۸)                                                                                      | مقام سوم (۱۹۶۶)                            |
| لهستان              | برندهٔ مرحلهٔ دوم یوفا            | ۲۹ مارس ۲۰۲۲   | ۸ (۱۹۳۸، ۱۹۷۴، ۱۹۷۸، ۱۹۸۲، ۱۹۸۶، ۲۰۰۲، ۲۰۰۶، ۲۰۱۸)                                                                                | مقام سوم (۱۹۷۴، ۱۹۸۲)                      |
| تونس                | برندهٔ مرحلهٔ سوم آفریقا          | ۲۹ مارس ۲۰۲۲   | ۵ (۱۹۷۸، ۱۹۹۸، ۲۰۰۲، ۲۰۰۶، ۲۰۱۸)                                                                                                  | مرحلهٔ گروهی (۱۹۷۸، ۱۹۹۸، ۲۰۰۲، ۲۰۰۶، ۲۰۱۸) |
| مراکش               | برندهٔ مرحلهٔ سوم آفریقا          | ۲۹ مارس ۲۰۲۲   | ۵ (۱۹۷۰، ۱۹۸۶، ۱۹۹۴، ۱۹۹۸، ۲۰۱۸)                                                                                                  | یک‌هشتم نهایی (۱۹۸۶)                        |
| کامرون              | برندهٔ مرحلهٔ سوم آفریقا          | ۲۹ مارس ۲۰۲۲   | ۷ (۱۹۸۲، ۱۹۹۰، ۱۹۹۴، ۱۹۹۸، ۲۰۰۲، ۲۰۱۰، ۲۰۱۴)                                                                                      | یک‌چهارم نهایی (۱۹۹۰)                       |
| ایالات متحده آمریکا | تیم سوم کونکاکاف                | ۳۰ مارس ۲۰۲۲   | ۱۰ (۱۹۳۰, ۱۹۳۴, ۱۹۵۰, ۱۹۹۰, ۱۹۹۴, ۱۹۹۸, ۲۰۰۲, ۲۰۰۶, ۲۰۱۰, ۲۰۱۴)                                                                   | مقام سوم (۱۹۳۰)                            |
| مکزیک               | تیم دوم کونکاکاف                | ۳۰ مارس ۲۰۲۲   | ۱۶ (۱۹۳۰, ۱۹۵۰, ۱۹۵۴, ۱۹۵۸, ۱۹۶۲, ۱۹۶۶, ۱۹۷۰, ۱۹۷۸, ۱۹۸۶, ۱۹۹۴, ۱۹۹۸, ۲۰۰۲, ۲۰۰۶, ۲۰۱۰, ۲۰۱۴, ۲۰۱۸)                               | یک چهارم نهایی (۱۹۷۰, ۱۹۸۶)                |
| ولز                 | برنده پلی‌آف یوفا                | ۵ ژوئن ۲۰۲۲    | ۱ (۱۹۵۸) | یک چهارم نهایی (۱۹۵۸)                      |
| استرالیا            | برنده پلی‌آف ای اف سی - کنموبول  | ۱۳ ژوئن ۲۰۲۲   | ۵ (۱۹۷۴، ۲۰۰۶، ۲۰۱۰، ۲۰۱۴، ۲۰۱۸)                                                                                                  | یک‌هشتم نهایی (۲۰۰۶)                        |
| کاستاریکا           | برنده پلی‌آف کونکاکاف-اقیانوسیه  | ۱۴ ژوئن ۲۰۲۲   | ۵ (۱۹۹۰، ۲۰۰۲، ۲۰۰۶، ۲۰۱۴، ۲۰۱۸)                                                                                                  | یک چهارم نهایی (۲۰۱۴)                      |

۱پررنگ نمایانگر قهرمانی در آن دوره و مورب نمایانگر میزبانی در آن دوره می‌باشد.
۲در آن دوره از مسابقات، تیم ملی فوتبال آلمان با عنوان آلمان غربی رقابت می‌کرد. یک تیم جداگانه با عنوان آلمان شرقی نیز در این مدت در مسابقات مقدماتی جام جهانی شرکت کرد که تنها در دوره ۱۹۷۴ در جام جهانی حضور داشت.
۳از سال ۱۹۳۰ تا ۱۹۹۸ تیم ملی صربستان با عنوان تیم ملی یوگسلاوی رقابت می‌کرد، تا سال ۲۰۰۶ نیز با عنوان تیم ملی صربستان و مونته‌نگرو رقابت می‌کرد.
۴در دوره ۱۹۳۰ هیچ مسابقه رسمی مقام سومی برگزار نشد و در آن زمان هیچ مقام سومی رسمی به هیچ تیمی اعطا نشد و دو تیم ملی ایالات متحده و یوگسلاوی در نیمه‌نهایی شکست خوردند. با این حال، فیفا با آمار و ارقام تیم‌های حاضر در آن دوره، بعد از نایب‌قهرمانی را رده‌بندی کرد.

### قرعه‌کشی
قرعه‌کشی جام جهانی در مرکز همایش‌های دوحه قطر در تاریخ ۱ آوریل ۲۰۲۲ ساعت ۱۹ (یوتی‌سی ۳:۰۰+)، پیش از اتمام مرحلهٔ مقدماتی و تکمیل تیم‌های راه‌یافته برگزار شد. دو برندهٔ پلی‌آف بین کنفدراسیون‌ها و برنده مسیر A پلی‌آف اروپا در زمان قرعه‌کشی مشخص نبودند.
برای قرعه‌کشی، ۳۲ تیم بر اساس رده‌بندی جهانی فیفا به تاریخ ۳۱ مارس ۲۰۲۲ در چهار گلدان هشت تیمه قرار گرفتند. گلدان ۱ شامل قطر میزبان (که به صورت خودکار در جایگاه ۱ گلدان ۱ قرار می‌گرفت) و هفت تیم برتر رده‌بندی بود. گلدان‌های ۲ و ۳ نیز به ترتیب شامل شانزده تیم برتر بعدی بود (هر گلدان شامل هشت تیم). گلدان ۴ نیز شامل ۵ تیم با رتبه‌های پایین‌تر، همراه با دو جایگاه برندگان پلی‌آف‌های بین کنفدراسیونی و یک جایگاه برنده مسیر A پلی‌آف یوفا بود. تیم‌های یک کنفدراسیون نمی‌توانند در یک گروه قرار گیرند مگر کنفدراسیون یوفا که در هر گروه حداقل یک و حداکثر دو تیم می‌توانند قرار گیرند. این اصل برای تیم‌های حاضر در پلی‌آف که جایگاه مشخصی در قرعه‌کشی ندارند نیز با توجه به محدودیت‌های برندگان احتمالی هر پلی‌آف اعمال شد. روند قرعه‌کشی با گلدان ۱ آغاز شد و با گلدان ۴ به پایان رسید. تیم‌ها قرعه کشی شدند و در اولین گروه موجود بر اساس حروف الفبا قرار گرفتند، همچنین موقعیت تیم‌ها درون گروه (به منظور برنامه مسابقات) مشخص شد به جز تیم‌های گلدان ۱ که به‌طور خودکار در جایگاه ۱ هر گروه قرار می‌گرفتند. گلدان‌های قرعه‌کشی در زیر نشان داده شده‌است:
| گلدان ۱ | گلدان ۲ | گلدان ۳ | گلدان ۴ |
| --- | --- | --- | --- |
| قطر (۵۱) (میزبان) · برزیل (۱) · بلژیک (۲) · فرانسه (۳) · آرژانتین (۴) · انگلستان (۵) · اسپانیا (۷) · پرتغال (۸) | مکزیک (۹) · هلند (۱۰) · دانمارک (۱۱) · آلمان (۱۲) · اروگوئه (۱۳) · سوئیس (۱۴) · ایالات متحده آمریکا (۱۵) · کرواسی (۱۶) | سنگال (۲۰) · ایران (۲۱) · ژاپن (۲۳) · مراکش (۲۴) · صربستان (۲۵) · لهستان (۲۶) · کرهٔ جنوبی (۲۹) · تونس (۳۵) | کامرون (۳۷) · کانادا (۳۸) · اکوادور (۴۶) · عربستان سعودی (۴۹) · غنا (۶۰) · ولز (۱۸) · استرالیا (۴۲) · کاستاریکا (۳۱) |

برخلاف تورنمنت‌های قبلی که محل برگزاری مسابقات و زمان شروع بازی‌ها قبل از قرعه‌کشی تعیین می‌شد، در این دوره، تعیین محل و زمان بازی‌های گروهی پس از قرعه‌کشی مرحلهٔ گروهی انجام شد. این احتمالاً به دلیل نزدیکی مکان‌های برگزاری بود که به برگزارکنندگان این امکان را می‌داد تا تخصیص استادیوم را برای تماشاگران و زمان شروع بازی برای تماشاگران تلویزیونی را بهینه کنند.

### ترکیب تیم‌ها
براساس دستورالعمل فیفا تیم‌های حاضر در جام جهانی باید فهرست اولیه که شامل ۵۵ بازیکن می‌باشد را تا ۲۱ اکتبر به فیفا ارسال می‌کردند و مهلت ارسال فهرست نهایی نیز تا ۱۳ نوامبر ۲۰۲۲ بود، در اوت ۲۰۲۲ تعداد بازیکنان نهایی از ۲۳ بازیکن به ۲۶ بازیکن افزایش پیدا کرد. همه تیم‌ها در مجموع ۲۶ بازیکن در ترکیب نهایی خود داشتند، به جز فرانسه که پس از مصدومیت کریم بنزما کسی جایگزین او نشد، و ایران که ۲۵ بازیکن را انتخاب کرد.

## ورزشگاه‌ها
پنج مکان پیشنهادی اول برای جام جهانی در ابتدای مارس ۲۰۲۱ رونمایی شدند. قطر در نظر داشت که ورزشگاه‌ها جنبه‌های تاریخی و فرهنگی این کشور را منعکس کنند و طرح‌های مد نظر با شرایط میراث فرهنگی، دسترسی راحت و مقاومت و پایداری مطابقت داشته‌باشد. ورزشگاه‌ها مجهز به سیستم‌های خنک‌کننده بودند که هدف آن‌ها کاهش دمای داخل ورزشگاه‌ها تا ۲۰ درجه سانتی‌گراد (۳۶ درجه فارنهایت) می‌باشد؛ اما مشخص نشد که آیا این واقعاً در استادیوم‌های روباز جواب می‌دهد یا خیر. از لحاظ بازاریابی این ورزشگاه‌ها به‌صورت بدون پسماند و در حمایت از محیط زیست ساخته و توصیف شدند، طبقات بالایی ورزشگاه‌ها نیز پس از پایان جام جهانی جدا شده و به کشورهای با زیرساخت ورزشی کمتر توسعه یافته و در حال توسعه اهدا می‌شوند. قطر می‌خواست از سیستم ارزیابی پایداری جهانی (GSAS) برای تمامی ورزشگاه‌های جام جهانی استفاده کند و از این رو تمامی ورزشگاه‌ها دارای گواهینامه رسمی این سازمان باشند. تمام پنج پروژهٔ ورزشگاه‌هایی که راه‌اندازی شده‌اند توسط معمار آلمانی آلبرت اشپر جونیور و شرکایش طراحی شدند. ورزشگاه‌های البیت و الوکره تنها ورزشگاه‌های سرپوشیده از هشت ورزشگاه تعیین شده برای جام جهانی بودند.
طبق گزارشی که در ۹ دسامبر ۲۰۱۰ منتشر شد به نقل از سپ بلاتر رئیس وقت فیفا، اظهار داشت که کشورهای دیگر می‌توانند میزبان برخی از مسابقات در طول جام جهانی باشند و به قطر کمک کنند. با این حال، هیچ کشور خاصی در این گزارش ذکر نشده‌است. بلاتر افزود که چنین تصمیمی باید ابتدا توسط قطر گرفته شود و سپس توسط کمیته اجرایی فیفا تأیید شود. شاهزاده علی بن حسین اردن به آسوشیتد پرس استرالیا گفت که برگزاری بازی‌ها در بحرین، امارات متحده عربی و احتمالاً عربستان سعودی به مشارکت مردم و طرفداران فوتبال منطقه در طول مسابقات جام جهانی کمک خواهد کرد. با این وجود این امر میسر نشد.
طبق گزارشی که در آوریل ۲۰۱۳ توسط مریل لینچ، مدیریت سرمایه‌گذاری بنک آو آمریکا منتشر شد، مسئولان قطری از فیفا درخواست کردند تا تعدادی از ورزشگاه‌ها را به‌دلیل افزایش هزینه‌ها از مکان‌های رسمی برگزاری مسابقات جام جهانی حذف کند. بلومبرگ ال.پی. در ادامه ادعا می‌کند که قطر مایل بود تعداد ورزشگاه‌ها را از دوازده ورزشگاه که در ابتدا برنامه‌ریزی شده‌بود به هشت یا نه ورزشگاه کاهش دهد. اگرچه تا آوریل ۲۰۱۷، فیفا هنوز تعداد ورزشگاه‌هایی که باید قطر ظرف ۵ سال آینده آماده کند را نهایی نکرده‌بود، کمیته عالی تحویل و میراث قطر اعلام کرد که انتظار می‌رود هشت ورزشگاه در دوحه و نزدیکی آن (به استثنای ورزشگاه الخور) وجود داشته‌باشد.
پراستفاده‌ترین ورزشگاه، ورزشگاه لوسیل بود که میزبان ۱۰ مسابقه از جمله فینال بود. ورزشگاه البیت الخور میزبان ۹ بازی بود. همه مسابقات به جز ۹ مسابقه که در الخور در این مسابقات برگزار شد، در شعاع ۳۲ کیلومتری از مرکز دوحه برگزار شد. علاوه بر این، استادیوم های خلیفه، الثمامه و شهر آموزش هر کدام میزبان ۸ مسابقه بودند (خلیفه میزبان بازی رده‌بندی بود، در حالی که الثمامه و شهر آموزش هر کدام یک‌بار میزبان یک چهارم نهایی بودند)، و ورزشگاه های ۹۷۴، الجنوب و احمد بن علی میزبان ۷ مسابقه بودند (از جمله هر کدام یک بازی از مرحله یک‌هشتم نهایی).
ورزشگاه ۹۷۴ که پیش از این راس ابوعبود نام داشت، هفتمین محل برگزاری جام جهانی فوتبال ۲۰۲۲ بود که توسط کمیته عالی تحویل و میراث (SC) تکمیل و به بهره‌برداری رسید. نام آن از تعداد کانتینرهای حمل و نقل مورد استفاده در ساخت آن و کد شماره‌گیری بین‌المللی قطر گرفته شده‌است. محل برگزاری به‌طور کامل پس از مسابقات منهدم و جداسازی خواهد شد؛ این استادیوم اولین استادیوم موقتی بود که تا کنون برای جام جهانی فوتبال استفاده شده‌است. تمام استادیوم‌های مورد استفاده به جز بین‌الملل خلیفه، ظرفیتشان به نصف کاهش یافت.
| لوسیل                                            | الخور                                            | دوحه                                        | دوحه                                        |
| ------------------------------------------------ | ------------------------------------------------ | ------------------------------------------- | ------------------------------------------- |
| ورزشگاه ملی لوسیل                                | ورزشگاه البیت                                    | ورزشگاه ۹۷۴                                 | ورزشگاه الثمامه                             |
| گنجایش: ۸۸٬۹۶۶ نفر                               | گنجایش: ۶۸٬۸۹۵ نفر                               | گنجایش: ۴۴٬۰۸۹ نفر                          | گنجایش: ۴۴٬۴۰۰ نفر                          |
|                                                  |                                                  |                                             |                                             |
| شهرهای میزبان در قطرلوسیلدوحهالخورالوکرهالریان · | شهرهای میزبان در قطرلوسیلدوحهالخورالوکرهالریان · | ورزشگاه‌ها در دوحهشهر آموزش۹۷۴خلیفهالثمامه · | ورزشگاه‌ها در دوحهشهر آموزش۹۷۴خلیفهالثمامه · |
| الریان                                           | الریان                                           | الریان                                      | الوکره                                      |
| ورزشگاه شهر آموزش                                | ورزشگاه احمد بن علی (ورزشگاه الریان)             | ورزشگاه بین‌المللی خلیفه                     | ورزشگاه الجنوب                              |
| گنجایش: ۴۴٬۶۶۷ نفر                               | گنجایش: ۴۵٬۰۳۲ نفر                               | گنجایش: ۴۵٬۸۵۷ نفر                          | گنجایش: ۴۴٬۳۲۵ نفر                          |
|                                                  |                                                  |                                             |                                             |

## داوران
در ماه مه ۲۰۲۲، فیفا لیست ۳۶ داور، ۶۹ کمک داور و ۲۴ کمک داور ویدئویی را برای مسابقات اعلام کرد. از ۳۶ داور فیفا، کشورهای آرژانتین، برزیل، انگلیس و فرانسه هرکدام دو نماینده داشتند. همچنین برای اولین بار، داوران زن بازی‌های یک تورنمنت بزرگ مردان را داوری کردند.
استفانی فراپار از فرانسه، سالیما موکانسانگا از رواندا و یوشیمی یاماشیتا از ژاپن اولین داوران زنی بودند که برای جام جهانی مردان انتخاب شدند.
استفانی فراپار در بازی گروه E بین آلمان و کاستاریکا در ۱ دسامبر ۲۰۲۲، اولین داور زنی بود که یک مسابقه جام جهانی مردان را قضاوت کرد.
| داوران             | داوران                | داوران            | داوران            | داوران           | داوران     |
| یوفا               | ای‌اف‌سی                | کاف               | کونکاکاف          | کونمبول          | اواف‌سی     |
| ------------------ | --------------------- | ----------------- | ----------------- | ---------------- | ---------- |
| استفانی فراپار     | عبدالرحمن الجاسم      | باکاری گاساما     | ایوان بارتون      | رافائل کلاوس     | متیو کونگر |
| ایشتوان کوواچ      | کریس بیس              | مصطفی غربال       | اسماعیل الفتح     | آندرس ماتونته    |            |
| دنی ماکلی          | علیرضا فغانی          | ویکتور گومز       | ماریو اسکوبار     | کوین اورتگا      |            |
| شیمون مارسینیاک    | ما نینگ               | سالیما موکانسانگا | سید مارتینس       | فرناندو راپالینی |            |
| آنتونیو متئو لائوس | محمد عبدالله حسن محمد | مگت اندیایی       | سزار آرتورو راموس | ویلتون سامپایو   |            |
| مایکل الیور        | یوشیمی یاماشیتا       | جانی سیکازوه      |                   | فاکوندو تیو      |            |
| دنیله اورساتو      |                       |                   | خسوس والنسوئلا    |                  |            |
| دانیل سیبرت        |                       |                   |                   |                  |            |
| آنتونی تیلور       |                       |                   |                   |                  |            |
| کلمن تورپین        |                       |                   |                   |                  |            |
| اسلاوکو وینچیچ     |                       |                   |                   |                  |            |

## افتتاحیه مسابقات
مراسم افتتاحیه جام جهانی فوتبال ۲۰۲۲ در روز یکشنبه ۲۰ نوامبر ۲۰۲۲ در ورزشگاه البیت در الخور و قبل از بازی افتتاحیه مسابقات بین میزبان، قطر و اکوادور برگزار شد. این مراسم شامل حضور مورگان فریمن و اجرای خواننده کره جنوبی و عضو گروه بی‌تی‌اس، جونگ‌کوک و خواننده قطری فهد الکبیسی بود. همچنین برای اولین بار در افتتاحیه، قرآن تلاوت شد.
اولین بازی این مسابقات بین قطر و اکوادور از گروه A برگزار شد. اکوادور در دقایق ابتدایی یک گل مردود زد، اما در نهایت با نتیجه ۲–۰ پیروز شد. در پی شکست این بازی، قطر اولین کشور میزبانی شد که در بازی افتتاحیه خود در جام جهانی شکست خورده‌است.

## مرحله گروهی
کشورهای شرکت کننده به هشت گروه چهار تیمی (گروه‌های A تا H) تقسیم شدند. دو تیم برتر از هر گروه به دور یک‌هشتم صعود کردند. مسابقات در یک دور برگزار شد.
| تعیین تیم‌های صعودکننده در مرحله گروهی |
| --- |
| رتبه‌بندی تیم‌ها در هر گروه به صورت زیر تعیین می‌شود: 1. امتیازات به دست آمده در تمام مسابقات گروهی؛ 2. تفاضل‌گل در تمام مسابقات گروهی؛ 3. تعداد گل زده در تمام مسابقات گروهی؛ اگر دو یا چند تیم بر اساس سه معیار فوق یکسان باشند، رتبه‌بندی آن‌ها به صورت زیر تعیین می‌شود: 4. امتیازات گرفته شده از یکدیگر (بازی رو در رو)؛ 5. تفاضل‌گل در بازی رو در رو؛ 6. تعداد گل زده در بازی رو در رو؛ 7. امتیازات بازی جوانمردانه در تمامی مسابقات گروهی (فقط یک مورد را می‌توان برای هر بازیکن در یک مسابقه اعمال کرد): - کارت زرد: ۱ امتیاز منفی؛ - کارت قرمز غیرمستقیم (کارت زرد دوم): ۳ امتیاز منفی؛ - کارت قرمز مستقیم: ۴ امتیاز منفی؛ - کارت زرد و کارت قرمز مستقیم: ۵ امتیاز منفی؛ اگر با هیچ‌یک از موارد بالا تعیین نشد، قرعه کشی انجام می‌شود. |

### گروه A
| رتبه | تیم     | ب | پ | م | ش | گ‌ز | گ‌خ | ت‌گ | امتیاز | راه‌یابی            |
| ---- | ------- | - | - | - | - | -- | -- | -- | ------ | ------------------ |
| ۱    | هلند    | ۳ | ۲ | ۱ | ۰ | ۵  | ۱  | ۴+ | ۷      | صعود به مرحله حذفی |
| ۲    | سنگال   | ۳ | ۲ | ۰ | ۱ | ۵  | ۴  | ۱+ | ۶      | صعود به مرحله حذفی |
| ۳    | اکوادور | ۳ | ۱ | ۱ | ۱ | ۴  | ۳  | ۱+ | ۴      |                    |
| ۴    | قطر (م) | ۳ | ۰ | ۰ | ۳ | ۱  | ۷  | ۶− | ۰      |                    |

(م): میزبان
منبع: فیفا
| قطر | ۰–۲   | اکوادور                   |
| --- | ----- | ------------------------- |
|     | گزارش | والنسیا ۱۶' (پنالتی)، ۳۱' |

| سنگال | ۰–۲   | هلند                    |
| ----- | ----- | ----------------------- |
|       | گزارش | گاکپو ۸۴' · کلاسن ۹+۹۰' |

| قطر         | ۱–۳   | سنگال                          |
| ----------- | ----- | ------------------------------ |
| مونتاری ۷۸' | گزارش | دیا ۴۱' · دادیو ۴۸' · دینگ ۸۴' |

| هلند     | ۱–۱   | اکوادور     |
| -------- | ----- | ----------- |
| گاکپو ۶' | گزارش | والنسیا ۴۹' |

| اکوادور    | ۱–۲   | سنگال                  |
| ---------- | ----- | ---------------------- |
| کایسدو ۶۷' | گزارش | سار ۴۴' · کولیبالی ۷۰' |

| هلند                    | ۲–۰   | قطر |
| ----------------------- | ----- | --- |
| گاکپو ۲۶' · دی یونگ ۴۹' | گزارش |     |

### گروه B
ایران ۱۰ انگلیس ۰
| رتبه | تیم                 | ب | پ | م | ش | گ‌ز | گ‌خ | ت‌گ | امتیاز | راه‌یابی            |
| ---- | ------------------- | - | - | - | - | -- | -- | -- | ------ | ------------------ |
| ۱    | انگلستان            | ۳ | ۲ | ۱ | ۰ | ۹  | ۲  | ۷+ | ۷      | صعود به مرحله حذفی |
| ۲    | ایالات متحده آمریکا | ۳ | ۱ | ۲ | ۰ | ۲  | ۱  | ۱+ | ۵      | صعود به مرحله حذفی |
| ۳    | ایران               | ۳ | ۱ | ۰ | ۲ | ۴  | ۷  | ۳− | ۳      |                    |
| ۴    | ولز                 | ۳ | ۰ | ۱ | ۲ | ۱  | ۶  | ۵− | ۱      |                    |

منبع: فیفا
| انگلستان                                                               | ۶–۲   | ایران                      |
| ---------------------------------------------------------------------- | ----- | -------------------------- |
| بلینگام ۳۵' · ساکا ۴۳'، ۶۲' · استرلینگ ۱+۴۵' · رشفورد ۷۱' · گریلیش ۹۰' | گزارش | طارمی ۶۵'، ۱۳+۹۰' (پنالتی) |

| ایالات متحده آمریکا | ۱–۱   | ولز              |
| ------------------- | ----- | ---------------- |
| وه‌آ ۳۶'             | گزارش | بیل ۸۲' (پنالتی) |

| ولز | ۰–۲   | ایران                       |
| --- | ----- | --------------------------- |
|     | گزارش | چشمی ۸+۹۰' · رضاییان ۱۱+۹۰' |

| انگلستان | ۰–۰   | ایالات متحده آمریکا |
| -------- | ----- | ------------------- |
|          | گزارش |                     |

| ولز | ۰–۳   | انگلستان                     |
| --- | ----- | ---------------------------- |
|     | گزارش | - رشفورد ۵۰'، ۶۸' - فودن ۵۱' |

| ایران | ۰–۱   | ایالات متحده آمریکا |
| ----- | ----- | ------------------- |
|       | گزارش | - پولیسیچ ۳۸'       |

### گروه C
| رتبه | تیم           | ب | پ | م | ش | گ‌ز | گ‌خ | ت‌گ | امتیاز | راه‌یابی            |
| ---- | ------------- | - | - | - | - | -- | -- | -- | ------ | ------------------ |
| ۱    | آرژانتین      | ۳ | ۲ | ۰ | ۱ | ۵  | ۲  | ۳+ | ۶      | صعود به مرحله حذفی |
| ۲    | لهستان        | ۳ | ۱ | ۱ | ۱ | ۲  | ۲  | ۰  | ۴      | صعود به مرحله حذفی |
| ۳    | مکزیک         | ۳ | ۱ | ۱ | ۱ | ۲  | ۳  | ۱– | ۴      |                    |
| ۴    | عربستان سعودی | ۳ | ۱ | ۰ | ۲ | ۳  | ۵  | ۲– | ۳      |                    |

منبع: فیفا
| آرژانتین         | ۱–۲   | عربستان سعودی            |
| ---------------- | ----- | ------------------------ |
| مسی ۱۰' (پنالتی) | گزارش | الشهری ۴۸' · الدوسری ۵۳' |

| مکزیک | ۰–۰   | لهستان |
| ----- | ----- | ------ |
|       | گزارش |        |

| لهستان                        | ۲–۰   | عربستان سعودی |
| ----------------------------- | ----- | ------------- |
| ژیلینسکی ۳۹' · لواندوفسکی ۸۲' | گزارش |               |

| آرژانتین              | ۲–۰   | مکزیک |
| --------------------- | ----- | ----- |
| مسی ۶۴' · فرناندز ۸۷' | گزارش |       |

| لهستان | ۰–۲   | آرژانتین                   |
| ------ | ----- | -------------------------- |
|        | گزارش | مک الیستر ۴۶' · آلوارز ۶۷' |

| عربستان سعودی | ۱–۲   | مکزیک                 |
| ------------- | ----- | --------------------- |
| دوسری ۹۵'     | گزارش | مارتین ۴۷' · چاوز ۵۲' |

### گروه D
| رتبه | تیم      | ب | پ | م | ش | گ‌ز | گ‌خ | ت‌گ | امتیاز | راه‌یابی            |
| ---- | -------- | - | - | - | - | -- | -- | -- | ------ | ------------------ |
| ۱    | فرانسه   | ۳ | ۲ | ۰ | ۱ | ۶  | ۳  | ۳+ | ۶      | صعود به مرحله حذفی |
| ۲    | استرالیا | ۳ | ۲ | ۰ | ۱ | ۳  | ۴  | ۱– | ۶      | صعود به مرحله حذفی |
| ۳    | تونس     | ۳ | ۱ | ۱ | ۱ | ۱  | ۱  | ۰  | ۴      |                    |
| ۴    | دانمارک  | ۳ | ۰ | ۱ | ۲ | ۱  | ۳  | ۲– | ۱      |                    |

منبع: فیفا

| دانمارک | ۰–۰   | تونس |
| ------- | ----- | ---- |
|         | گزارش |      |

| فرانسه                                | ۴–۱   | استرالیا  |
| ------------------------------------- | ----- | --------- |
| ربیو ۲۷' · ژیرو ۳۲'، ۷۱' · امباپه ۶۸' | گزارش | گودوین ۹' |

| تونس | ۰–۱   | استرالیا |
| ---- | ----- | -------- |
|      | گزارش | دوک ۲۳'  |

| فرانسه          | ۲–۱   | دانمارک      |
| --------------- | ----- | ------------ |
| امباپه ۶۱'، ۸۶' | گزارش | کریستنسن ۶۸' |

| استرالیا  | ۱–۰   | دانمارک |
| --------- | ----- | ------- |
| - لکی ۶۰' | گزارش |         |

| تونس       | ۱–۰   | فرانسه |
| ---------- | ----- | ------ |
| - خزری ۵۸' | گزارش |        |

### گروه E
| رتبه | تیم       | ب | پ | م | ش | گ‌ز | گ‌خ | ت‌گ | امتیاز | راه‌یابی            |
| ---- | --------- | - | - | - | - | -- | -- | -- | ------ | ------------------ |
| ۱    | ژاپن      | ۳ | ۲ | ۰ | ۱ | ۴  | ۳  | ۱+ | ۶      | صعود به مرحله حذفی |
| ۲    | اسپانیا   | ۳ | ۱ | ۱ | ۱ | ۹  | ۳  | ۶+ | ۴      | صعود به مرحله حذفی |
| ۳    | آلمان     | ۳ | ۱ | ۱ | ۱ | ۶  | ۵  | ۱+ | ۴      |                    |
| ۴    | کاستاریکا | ۳ | ۱ | ۰ | ۲ | ۳  | ۱۱ | ۸– | ۳      |                    |

منبع: فیفا

| آلمان                 | ۱–۲   | ژاپن                 |
| --------------------- | ----- | -------------------- |
| گوندوغان ۳۳' (پنالتی) | گزارش | دوان ۷۵' · آسانو ۸۳' |

| اسپانیا                                                                              | ۷–۰   | کاستاریکا |
| ------------------------------------------------------------------------------------ | ----- | --------- |
| اولمو ۱۱' · آسنسیو ۲۱' · تورس ۳۱' (پنالتی)، ۵۴' · گاوی ۷۴' · سولر ۹۰' · موراتا ۲+۹۰' | گزارش |           |

| ژاپن | ۰–۱   | کاستاریکا |
| ---- | ----- | --------- |
|      | گزارش | فولر ۸۱'  |

| اسپانیا    | ۱–۱   | آلمان    |
| ---------- | ----- | -------- |
| موراتا ۶۲' | گزارش | فولر ۸۳' |

| ژاپن                  | ۲–۱   | اسپانیا    |
| --------------------- | ----- | ---------- |
| دوان ۴۸' · تاناکا ۵۱' | گزارش | موراتا ۱۱' |

| کاستاریکا                      | ۲–۴   | آلمان                                      |
| ------------------------------ | ----- | ------------------------------------------ |
| یخدا ۵۸' · نویر ۷۰' (گل‌به‌خودی) | گزارش | گنابری ۱۰' · هاورتس ۷۳'، ۸۵' · فولکروگ ۸۹' |

### گروه F
| رتبه | تیم    | ب | پ | م | ش | گ‌ز | گ‌خ | ت‌گ | امتیاز | راه‌یابی            |
| ---- | ------ | - | - | - | - | -- | -- | -- | ------ | ------------------ |
| ۱    | مراکش  | ۳ | ۲ | ۱ | ۰ | ۴  | ۱  | ۳+ | ۷      | صعود به مرحله حذفی |
| ۲    | کرواسی | ۳ | ۱ | ۲ | ۰ | ۴  | ۱  | ۳+ | ۵      | صعود به مرحله حذفی |
| ۳    | بلژیک  | ۳ | ۱ | ۱ | ۱ | ۱  | ۲  | ۱– | ۴      |                    |
| ۴    | کانادا | ۳ | ۰ | ۰ | ۳ | ۲  | ۷  | ۵– | ۰      |                    |

منبع: فیفا
 

| مراکش | ۰–۰   | کرواسی |
| ----- | ----- | ------ |
|       | گزارش |        |

| بلژیک        | ۱–۰   | کانادا |
| ------------ | ----- | ------ |
| باتشوایی ۴۴' | گزارش |        |

| بلژیک | ۰–۲   | مراکش                      |
| ----- | ----- | -------------------------- |
|       | گزارش | صابیری ۷۳' · ابوخلال ۲+۹۰' |

| کرواسی                                      | ۴–۱   | کانادا   |
| ------------------------------------------- | ----- | -------- |
| کراماریچ ۳۶'، ۷۰' · لیوایا ۴۴' · مایر ۴+۹۰' | گزارش | دیویس ۲' |

| کرواسی | ۰–۰   | بلژیک |
| ------ | ----- | ----- |
|        | گزارش |       |

| کانادا              | ۱–۲   | مراکش                  |
| ------------------- | ----- | ---------------------- |
| اکرد ۴۰' (گل‌به‌خودی) | گزارش | زیاش ۴۰' · النصیری ۲۳' |

### گروه G
| رتبه | تیم     | ب | پ | م | ش | گ‌ز | گ‌خ | ت‌گ | امتیاز | راه‌یابی            |
| ---- | ------- | - | - | - | - | -- | -- | -- | ------ | ------------------ |
| ۱    | برزیل   | ۳ | ۲ | ۰ | ۱ | ۳  | ۱  | ۲+ | ۶      | صعود به مرحله حذفی |
| ۲    | سوئیس   | ۳ | ۲ | ۰ | ۱ | ۴  | ۳  | ۱+ | ۶      | صعود به مرحله حذفی |
| ۳    | کامرون  | ۳ | ۱ | ۱ | ۱ | ۴  | ۴  | ۰  | ۴      |                    |
| ۴    | صربستان | ۳ | ۰ | ۱ | ۲ | ۵  | ۸  | ۳– | ۱      |                    |

منبع: فیفا

| سوئیس      | ۱–۰   | کامرون |
| ---------- | ----- | ------ |
| امبولو ۴۸' | گزارش |        |

| برزیل               | ۲–۰   | صربستان |
| ------------------- | ----- | ------- |
| ریچارلیسون ۶۲'، ۷۳' | گزارش |         |

| کامرون                                  | ۳–۳   | صربستان                                                 |
| --------------------------------------- | ----- | ------------------------------------------------------- |
| - کاستلتو ۲۹' - ابوبکر ۶۳' - موتینگ ۶۶' | گزارش | - پاولوویچ ۱+۴۵' - میلینکویچ-ساویچ ۳+۴۵' - میتروویچ ۵۳' |

| برزیل       | ۱–۰   | سوئیس |
| ----------- | ----- | ----- |
| کاسمیرو ۸۳' | گزارش |       |

| صربستان                     | ۲–۳   | سوئیس                              |
| --------------------------- | ----- | ---------------------------------- |
| میتروویچ ۲۶' · ولاهوویچ ۳۵' | گزارش | شقیری ۲۰' · امبولو ۴۴' · فرولر ۴۸' |

| کامرون       | ۱–۰   | برزیل |
| ------------ | ----- | ----- |
| ابوبکر ۳+۹۰' | گزارش |       |

### گروه H
| رتبه | تیم       | ب | پ | م | ش | گ‌ز | گ‌خ | ت‌گ | امتیاز | راه‌یابی            |
| ---- | --------- | - | - | - | - | -- | -- | -- | ------ | ------------------ |
| ۱    | پرتغال    | ۳ | ۲ | ۰ | ۱ | ۶  | ۴  | ۲+ | ۶      | صعود به مرحله حذفی |
| ۲    | کرهٔ جنوبی | ۳ | ۱ | ۱ | ۱ | ۴  | ۴  | ۰  | ۴      | صعود به مرحله حذفی |
| ۳    | اروگوئه   | ۳ | ۱ | ۱ | ۱ | ۲  | ۲  | ۰  | ۴      |                    |
| ۴    | غنا       | ۳ | ۱ | ۰ | ۲ | ۵  | ۷  | ۲– | ۳      |                    |

منبع: فیفا
| اروگوئه | ۰–۰   | کرهٔ جنوبی |
| ------- | ----- | --------- |
|         | گزارش |           |

| پرتغال                                       | ۳–۲   | غنا                  |
| -------------------------------------------- | ----- | -------------------- |
| رونالدو ۶۵' (پنالتی) · فلیکس ۷۸' · لیائو ۸۰' | گزارش | آیو ۷۳' · بوکاری ۸۹' |

| کرهٔ جنوبی           | ۲–۳   | غنا                          |
| ------------------- | ----- | ---------------------------- |
| - گیو-سونگ ۵۸'، ۶۱' | گزارش | - سالیسو ۲۴' - قدوس ۳۴'، ۶۸' |

| پرتغال                            | ۲–۰   | اروگوئه |
| --------------------------------- | ----- | ------- |
| برونو فرناندز ۵۴'، ۳+۹۰' (پنالتی) | گزارش |         |

| غنا | ۰–۲   | اروگوئه           |
| --- | ----- | ----------------- |
|     | گزارش | آراسکائتا ۲۶، ۳۲' |

| کرهٔ جنوبی              | ۲–۱   | پرتغال   |
| ---------------------- | ----- | -------- |
| وون ۲۵' · هی چان ۱+۹۰' | گزارش | هورتا ۵' |

## مرحله حذفی
در مرحله حذفی، اگر یک مسابقه در پایان زمان معمول (۹۰ دقیقه) بازی مساوی شود، وقت اضافه (دو نیمه ۱۵ دقیقه‌ای) برگزار می‌شود و در صورتی که بعد از وقت اضافه همچنان نتیجه مساوی بماند، ضربات پنالتی برای تعیین برنده برگزار خواهد شد.

### نمودار
|  | یک‌هشتم نهایی                    | یک‌هشتم نهایی               |                               |       | یک‌چهارم نهایی | یک‌چهارم نهایی |                            |                            | نیمه نهایی | نیمه نهایی |  |  | فینال | فینال |
|  |                                 |                            |                               |       |               |               |                            |                            |            |            |  |  |       |       |
|  | ۳ دسامبر – الریان (خلیفه)       |                            |                               |       |               |               |                            |                            |            |            |  |  |       |       |
|  |                                 |                            |                               |       |               |               |                            |                            |            |            |  |  |       |       |
|  | هلند                            | ۳                          |                               |       |               |               |                            |                            |            |            |  |  |       |       |
|  | هلند                            | ۳                          | ۹ دسامبر – لوسیل (ملی لوسیل)  |       |               |               |                            |                            |            |            |  |  |       |       |
|  | ایالات متحده آمریکا             | ۱                          |                               |       |               |               |                            |                            |            |            |  |  |       |       |
|  | ایالات متحده آمریکا             | ۱                          | هلند                          | ۲ (۳) |               |               |                            |                            |            |            |  |  |       |       |
|  | ۳ دسامبر – الریان (احمد بن علی) |                            | هلند                          | ۲ (۳) |               |               |                            |                            |            |            |  |  |       |       |
|  |                                 | آرژانتین (پ)               | ۲ (۴)                         |       |               |               |                            |                            |            |            |  |  |       |       |
|  | آرژانتین                        | آرژانتین (پ)               | ۲ (۴)                         | ۲     |               |               |                            |                            |            |            |  |  |       |       |
|  | آرژانتین                        |                            | ۱۳ دسامبر – لوسیل (ملی لوسیل) | ۲     |               |               |                            |                            |            |            |  |  |       |       |
|  | استرالیا                        | ۱                          |                               |       |               |               |                            |                            |            |            |  |  |       |       |
|  | استرالیا                        | ۱                          | آرژانتین                      | ۳     |               |               |                            |                            |            |            |  |  |       |       |
|  | ۵ دسامبر – الوکره (الجنوب)      |                            | آرژانتین                      | ۳     |               |               |                            |                            |            |            |  |  |       |       |
|  |                                 | کرواسی                     | ۰                             |       |               |               |                            |                            |            |            |  |  |       |       |
|  | ژاپن                            | کرواسی                     | ۰                             | ۱ (۱) |               |               |                            |                            |            |            |  |  |       |       |
|  | ژاپن                            | ۹ دسامبر – الریان (آموزش)  |                               | ۱ (۱) |               |               |                            |                            |            |            |  |  |       |       |
|  | کرواسی (پ)                      | ۱ (۳)                      |                               |       |               |               |                            |                            |            |            |  |  |       |       |
|  | کرواسی (پ)                      | ۱ (۳)                      | کرواسی (پ)                    | ۱ (۴) |               |               |                            |                            |            |            |  |  |       |       |
|  | ۵ دسامبر – دوحه (۹۷۴)           |                            | کرواسی (پ)                    | ۱ (۴) |               |               |                            |                            |            |            |  |  |       |       |
|  |                                 | برزیل                      | ۱ (۲)                         |       |               |               |                            |                            |            |            |  |  |       |       |
|  | برزیل                           | برزیل                      | ۱ (۲)                         | ۴     |               |               |                            |                            |            |            |  |  |       |       |
|  | برزیل                           |                            | ۱۸ دسامبر – لوسیل (ملی لوسیل) | ۴     |               |               |                            |                            |            |            |  |  |       |       |
|  | کرهٔ جنوبی                       | ۱                          |                               |       |               |               |                            |                            |            |            |  |  |       |       |
|  | کرهٔ جنوبی                       | ۱                          | آرژانتین (پ)                  | ۳ (۴) |               |               |                            |                            |            |            |  |  |       |       |
|  | ۴ دسامبر – الخور (البیت)        |                            | آرژانتین (پ)                  | ۳ (۴) |               |               |                            |                            |            |            |  |  |       |       |
|  |                                 | فرانسه                     | ۳ (۲)                         |       |               |               |                            |                            |            |            |  |  |       |       |
|  | انگلستان                        | فرانسه                     | ۳ (۲)                         | ۳     |               |               |                            |                            |            |            |  |  |       |       |
|  | انگلستان                        | ۱۰ دسامبر – الخور (البیت)  |                               | ۳     |               |               |                            |                            |            |            |  |  |       |       |
|  | سنگال                           | ۰                          |                               |       |               |               |                            |                            |            |            |  |  |       |       |
|  | سنگال                           | ۰                          | انگلستان                      | ۱     |               |               |                            |                            |            |            |  |  |       |       |
|  | ۴ دسامبر – دوحه (الثمامه)       |                            | انگلستان                      | ۱     |               |               |                            |                            |            |            |  |  |       |       |
|  |                                 | فرانسه                     | ۲                             |       |               |               |                            |                            |            |            |  |  |       |       |
|  | فرانسه                          | فرانسه                     | ۲                             | ۳     |               |               |                            |                            |            |            |  |  |       |       |
|  | فرانسه                          |                            | ۱۴ دسامبر – الخور (البیت)     | ۳     |               |               |                            |                            |            |            |  |  |       |       |
|  | لهستان                          | ۱                          |                               |       |               |               |                            |                            |            |            |  |  |       |       |
|  | لهستان                          | ۱                          | فرانسه                        | ۲     |               |               |                            |                            |            |            |  |  |       |       |
|  | ۶ دسامبر – الریان (آموزش)       |                            | فرانسه                        | ۲     |               |               |                            |                            |            |            |  |  |       |       |
|  |                                 | مراکش                      | ۰                             |       | رده‌بندی       | رده‌بندی       |                            |                            |            |            |  |  |       |       |
|  | مراکش (پ)                       | مراکش                      | ۰                             | ۰ (۳) | رده‌بندی       | رده‌بندی       |                            |                            |            |            |  |  |       |       |
|  | مراکش (پ)                       | ۱۰ دسامبر – دوحه (الثمامه) | ۱۰ دسامبر – دوحه (الثمامه)    | ۰ (۳) |               |               | ۱۷ دسامبر – الریان (خلیفه) | ۱۷ دسامبر – الریان (خلیفه) |            |            |  |  |       |       |
|  | اسپانیا                         | ۱۰ دسامبر – دوحه (الثمامه) | ۱۰ دسامبر – دوحه (الثمامه)    | ۰ (۰) |               |               | ۱۷ دسامبر – الریان (خلیفه) | ۱۷ دسامبر – الریان (خلیفه) |            |            |  |  |       |       |
|  | اسپانیا                         | مراکش                      | ۱                             | ۰ (۰) | کرواسی        | ۲             |                            |                            |            |            |  |  |       |       |
|  | ۶ دسامبر – لوسیل (ملی لوسیل)    | مراکش                      | ۱                             |       | کرواسی        | ۲             |                            |                            |            |            |  |  |       |       |
|  |                                 | پرتغال                     | ۰                             |       | مراکش         | ۱             |                            |                            |            |            |  |  |       |       |
|  | پرتغال                          | پرتغال                     | ۰                             | ۶     | مراکش         | ۱             |                            |                            |            |            |  |  |       |       |
|  | پرتغال                          |                            |                               | ۶     |               |               |                            |                            |            |            |  |  |       |       |
|  | سوئیس                           | ۱                          |                               |       |               |               |                            |                            |            |            |  |  |       |       |
|  | سوئیس                           | ۱                          |                               |       |               |               |                            |                            |            |            |  |  |       |       |

### یک‌هشتم نهایی
| هلند                                 | ۳–۱   | ایالات متحده آمریکا |
| ------------------------------------ | ----- | ------------------- |
| دپای ۱۰' · بلیند ۱+۴۵' · دومفریس ۸۱' | گزارش | رایت ۷۶'            |

| آرژانتین             | ۲–۱   | استرالیا               |
| -------------------- | ----- | ---------------------- |
| مسی ۳۵' · آلوارز ۵۷' | گزارش | فرناندز ۷۷' (گل‌به‌خودی) |

| فرانسه                       | ۳–۱   | لهستان                    |
| ---------------------------- | ----- | ------------------------- |
| ژیرو ۴۴' · امباپه ۷۴'، ۱+۹۰' | گزارش | لواندوفسکی ۹+۹۰' (پنالتی) |

| انگلستان                           | ۳–۰   | سنگال |
| ---------------------------------- | ----- | ----- |
| هندرسون ۳۸' · کین ۳+۴۵' · ساکا ۵۷' | گزارش |       |

| ژاپن                         | ۱–۱ (و.ا.) | کرواسی                        |
| ---------------------------- | ---------- | ----------------------------- |
| مائدا ۴۳'                    | گزارش      | پریشیچ ۵۵'                    |
| ضربات پنالتی                 |            |                               |
| مینامینو میتوما آسانو یوشیدا | ۱–۳        | ولاشیچ بروزویچ لیوایا پاشالیچ |

| برزیل                                                         | ۴–۱   | کرهٔ جنوبی        |
| ------------------------------------------------------------- | ----- | ---------------- |
| وینیسیوس ۷' · نیمار ۱۳' (پنالتی) · ریچارلیسون ۲۹' · پاکتا ۳۶' | گزارش | پایک سونگ هو ۷۶' |

| مراکش                   | ۰–۰ (و.ا.) | اسپانیا             |
| ----------------------- | ---------- | ------------------- |
|                         | گزارش      |                     |
| ضربات پنالتی            |            |                     |
| صابیری زیاش بانون حکیمی | ۳–۰        | سارابیا سولر بوسکتس |

| پرتغال                                                  | ۶–۱   | سوئیس      |
| ------------------------------------------------------- | ----- | ---------- |
| راموس ۱۷'، ۵۱'، ۶۷' · پپه ۳۳' · گییرو ۵۵' · لیائو ۲+۹۰' | گزارش | آکانجی ۵۸' |

### یک‌چهارم نهایی
| کرواسی                    | ۱–۱ (و.ا.) | برزیل                          |
| ------------------------- | ---------- | ------------------------------ |
| پتکوویج ۱۱۷'              | گزارش      | نیمار ۱+۱۰۵'                   |
| ضربات پنالتی              |            |                                |
| ولاشیچ مایر مودریچ اورسیچ | ۴–۲        | رودریگو کاسمیرو پدرو مارکینیوس |

| هلند                                    | ۲–۲ (و.ا.) | آرژانتین                         |
| --------------------------------------- | ---------- | -------------------------------- |
| وگهورست ۸۳'، ۱۱+۹۰'                     | گزارش      | مولینا ۳۵' · مسی ۷۳' (پنالتی)    |
| ضربات پنالتی                            |            |                                  |
| فن دایک برهایس کوپمینرس وگهورست دی یونگ | ۳–۴        | مسی پاردس مونتیل فرناندز مارتینس |

| مراکش       | ۱–۰   | پرتغال |
| ----------- | ----- | ------ |
| النصیری ۴۲' | گزارش |        |

| انگلستان         | ۱–۲   | فرانسه                |
| ---------------- | ----- | --------------------- |
| کین ۵۴' (پنالتی) | گزارش | شوامنی ۱۷' · ژیرو ۷۸' |

### نیمه نهایی
| آرژانتین                           | ۳–۰   | کرواسی |
| ---------------------------------- | ----- | ------ |
| مسی ۳۴' (پنالتی) · آلوارز ۳۹'، ۶۹' | گزارش |        |

| فرانسه                       | ۲–۰   | مراکش |
| ---------------------------- | ----- | ----- |
| - تئو هرناندز ۵' - موانی ۷۹' | گزارش |       |

### رده‌بندی
| کرواسی                   | ۲–۱   | مراکش   |
| ------------------------ | ----- | ------- |
| گواردیول ۷' · اورشیچ ۴۲' | گزارش | داری ۹' |

### فینال
| آرژانتین                                | ۳–۳ (و.ا.) | فرانسه                                    |
| --------------------------------------- | ---------- | ----------------------------------------- |
| - مسی ۲۳' (پنالتی)، ۱۰۹' · دی ماریا ۳۶' | گزارش      | - امباپه ۸۰' (پنالتی)، ۸۱'، ۱۱۸' (پنالتی) |
| ضربات پنالتی                            |            |                                           |
| مسی دیبالا پاردس مونتیل                 | ۴–۲        | امباپه کومان شوامنی موانی                 |

## آمار

### گلزنان
۱۷۲ گل  در ۶۴ مسابقه به ثمر رسید که به‌طور میانگین برابر است با ۲٫۶۹ گل به ازای هر مسابقه.
در طول تورنومنت ۲ گل‌به‌خودی به ثمر رسید.
تعداد گل‌های به ثمر رسیده در این جام رکورد بیشترین گل‌ها در یک جام جهانی را ثبت کرد.
۸ گل
- کیلیان امباپه

۷ گل
- لیونل مسی

۴ گل
- جولیان آلوارز
- الیویه ژیرو

۳ گل
- ریچارلیسون
- انر والنسیا
- مارکوس رشفورد
- بوکایو ساکا
- کودی گاکپو
- گونسالو راموس
- آلوارو موراتا

۲ گل
- نیمار
- وینسنت ابوبکر
- آندری کراماریچ
- هری کین
- نیکلاس فولکروگ
- کای هاورتز
- محمد قدوس
- مهدی طارمی
- ریتسو دوان
- یوسف النصیری
- واوت وخهورست
- روبرت لواندوفسکی
- برونو فرناندز
- رافائل لئائو
- سالم الدوسری
- الکساندر میتروویچ
- چو گیو سونگ
- فران تورس
- بریل امبولو
- ژورژین د آراسکائتا

۱ گل
- آنخل دی ماریا
- انزو فرناندز
- الکسیس مک آلیستر
- ناهوئل مولینا
- میچل دوک
- کریگ گودوین
- متیو لکی
- میچی باتشوایی
- کازمیرو
- لوکاس پاکتا
- وینیسیوس جونیور
- ژان چارلز کاستلتو
- اریک ماکسیم چوپو-موتینگ
- آلفونسو دیویز
- کیشر فولر
- یلتسین یخدا
- خوان پابلو وارگاس
- یوشکو گواردیول
- مارکو لیوایا
- لورو مایر
- میسلاو اورشیچ
- ایوان پریشیچ
- برونو پتکوویچ
- آندریاس کریستنسن
- مویسس کایسدو
- جود بلینگام
- فیل فودن
- جک گریلیش
- جوردن هندرسون
- رحیم استرلینگ
- تئو ارناندز
- رندال کولو موانی
- آدرین ربیو
- اورلین شوامنی
- سرژ گنابری
- ایلکای گوندوغان
- آندره ایو
- عثمان بوکاری
- محمد سالیسو
- روزبه چشمی
- رامین رضاییان
- تاکامو آسانو
- دایزن مائدا
- آئو تاناکا
- لوییس چاوز
- هنری مارتین
- زکریا ابوخلال
- اشرف داری
- رومان سایس
- حکیم زیاش
- دیلی بلیند
- ممفیس دپای
- دنزل دومفریس
- فرنکی دی یونگ
- دیوی کلاسن
- پیوتر ژیلینسکی
- ژوآو فلیکس
- رافائل گوئریرو
- ریکاردو هورتا
- پپه
- کریستیانو رونالدو
- محمد مونتاری
- صالح الشهری
- بولای دیا
- فمارا دادیو
- بامبا دینگ
- کالیدو کولیبالی
- اسماعیل سار
- سرگی میلینکویچ-ساویچ
- استراهینچا پاولوویچ
- دوشان ولاهوویچ
- هانگ هی چان
- کیم یونگ گوان
- پایک سونگ هو
- مارکو آسنسیو
- گابی
- دنی اولمو
- کارلوس سولر
- مانوئل آکانجی
- رمو فرولر
- جردان شقیری
- وهبی خزری
- کریستین پولیسیک
- تیموتی وه‌آ
- حاجی رایت
- گرت بیل

۱ گل‌به‌خودی
- انزو فرناندز (مقابل استرالیا)
- نایف اکرد (مقابل کانادا)

منبع: فیفا

### جوایز
در پایان مسابقات جوایز زیر اهدا شد. جوایز توپ طلا (بهترین بازیکن)، کفش طلا (بهترین گلزن) و دستکش طلا (بهترین دروازه‌بان) همگی از طرف آدیداس بود.
| توپ طلا                       | توپ نقره                  | توپ برنز                    |
| ----------------------------- | ------------------------- | --------------------------- |
| لیونل مسی                     | کیلیان امباپه             | لوکا مودریچ                 |
| کفش طلا                       | کفش نقره                  | کفش برنز                    |
| کیلیان امباپه (۸ گل، ۲ پاس‌گل) | لیونل مسی (۷ گل، ۳ پاس‌گل) | الیویه ژیرو (۴ گل، ۰ پاس‌گل) |
| دستکش طلا                     |                           |                             |
| امیلیانو مارتینز              |                           |                             |
| بهترین بازیکن جوان            |                           |                             |
| انزو فرناندز                  |                           |                             |
| جایزه بازی جوانمردانه         |                           |                             |
| انگلیس                        |                           |                             |

به علاوه، وبسایت فیفا، ۱۰ گل برتر مسابقات را با رأی کاربران مشخص کرد.
| بهترین گل مسابقات | بهترین گل مسابقات | بهترین گل مسابقات | بهترین گل مسابقات |
| گلزن              | حریف              | نتیجه             | مرحله             |
| ----------------- | ----------------- | ----------------- | ----------------- |
| ریچارلیسون        | صربستان           | ۲–۰               | گروهی             |

## بازاریابی

### نشان رسمی
این نشان رسمی در ۳ سپتامبر ۲۰۱۹ طی یک رویداد همزمان در برج دوحه، آمفی تئاتر دهکده فرهنگی کتارا، مشیرب مرکز شهر دوحه و الزباره رونمایی شد. این نشان به گونه‌ای طراحی شد که شبیه جام مسابقات، نشان بی‌نهایت و عدد «۸» که بیانگر به‌هم پیوستگی و هشت ورزشگاه میزبان باشد. همچنین تداعی‌کننده شال و فصل سرما است، چرا که این مسابقات برای برگزاری در فصل زمستان برنامه‌ریزی شد. همین‌طور شبیه تپه‌های شنی صحرا است. قسمتی از نشان‌واژه نیز به‌صورت کشیده طراحی شده که یادآور قسمت‌های خاص در نویسه‌های خط عربی می‌باشد.

### بازارپردازی
شرکت EA، بسته الحاقی جام جهانی فوتبال ۲۰۲۲ را در بازی ویدیویی خود فیفا ۲۳ در ۹ نوامبر ۲۰۲۲ منتشر کرد. این توسعه شامل حالت مسابقات جام جهانی با همه تیم‌ها و استادیوم‌های رویداد، عناصر ارائه تلویزیونی رسمی، تم و حالت مسابقات آنلاین چند نفره بود.
به مناسبت این مسابقات، گوگل یک مینی بازی رایگان و موبایلی به نام «مینی کاپ» منتشر کرد. در هر بازی زنده جام جهانی، هواداران می‌توانستند به یک طرف بپیوندند و با کشیدن انگشت خود، پنالتی بزنند و به آمار جهانی تیم انتخابی خود اضافه کنند.

### حق پخش
در مه ۲۰۲۲، اینفانتینو پیش‌بینی کرد که جام جهانی فوتبال ۲۰۲۲ می‌تواند پربیننده‌ترین جام جهانی در تاریخ خود باشد و حداقل ۵ میلیارد مخاطب جهانی داشته‌باشد. تورنمنت ۲۰۱۸ را ۳٫۵۷ میلیارد نفر تماشا کردند. جنجال‌های مختلف پیرامون جام جهانی قطر به پرسش‌هایی در مورد نحوه پوشش رسانه‌ای این مسابقات و اینکه آیا این مسابقات در طول پخش مورد بحث و بررسی قرار می‌گیرند یا خیر، منجر شد. مسابقاتی که با تعطیلات آخر هفته عید شکرگزاری متصادف شده بود، سودآور شد؛ جایی که مسابقه مرحله گروهی بین تیم‌های انگلیس – آمریکا را تقریباً ۲۰ میلیون بیننده در شبکه‌های فاکس و تلموندو تماشا کردند، و به یکی از پربیننده‌ترین پخش‌های زنده فوتبال در تاریخ ایالات متحده تبدیل شد.

### حامیان مالی
| - آدیداس - کوکاکولا - هیوندای موتور–کیا موتورز - هواپیمایی قطر - قطر پترولیوم - ویزا کارت - گروه واندا |

## نمادها

### نماد مسابقات
نماد یا به اصطلاح مسکات رسمی مسابقات در ۱ آوریل ۲۰۲۲ و در جریان قرعه‌کشی مرحله گروهی رونمایی شد. نام آن لعیب بود که یک کلمه عربی به معنای «بازیکن ماهر» است. وبگاه رسمی فیفا نوشت: «لعیب به خاطر روحیه جوانی‌اش شناخته می‌شود و شادی و اعتماد به نفس را به هر کجا که می‌رود پخش می‌کند». در گذشتهٔ این شخصیت که به‌طور رسمی منتشر شد، ادعا شد که این شخصیت از دنیای موازی‌ای به نام دنیای مسکات‌ها می‌آید، «دنیایی که در آن ایده‌ها و خلاقیت‌ها اساس شخصیت‌هایی را تشکیل می‌دهد که هر روز در ذهن همهٔ مردم زندگی می‌کنند».

### توپ مسابقات

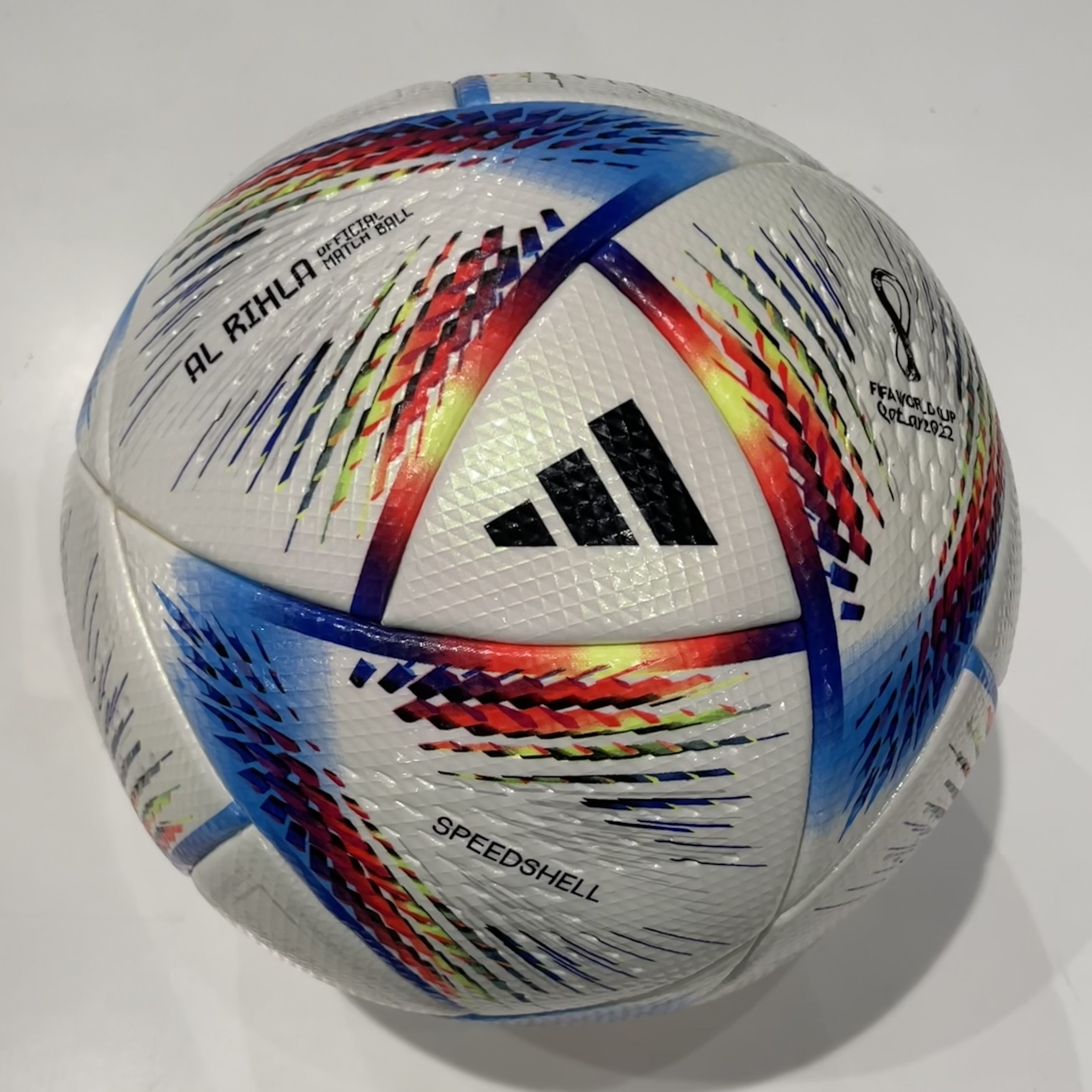
الْرِّحْلَة

توپ رسمی مسابقات، «الرحله» در ۳۰ مارس ۲۰۲۲ رونمایی شد. این توپ از فرهنگ، معماری، قایق‌های نمادین و پرچم قطر الهام گرفته شده‌بود. کلمه الرحله در زبان عربی به معنای «سفر» است. این توپ با مقاومت بسیار بالا طراحی شد و آن را به نخستین توپ رسمی مسابقات تبدیل کرد که با چسب‌ها و جوهرهای مبتنی بر آب ساخته شده‌است. همان‌طور که در شعارها «بازی‌ها سریع‌تر می‌شوند» و «سرعت بیشتر خواهد شد» گفته شد، آدیداس از برخی ویژگی‌های جدید استفاده کرد تا امکان بهبود سرعت و دقت توپ را فراهم سازد.
برای اولین بار، توپ مسابقه فینال در ۱۱ دسامبر ۲۰۲۲ نمایش داده شد. نام آن «الحلم» است، (عربی: الحلم، آوانگاری: al-ḥulm، ت. «the dream»، اشاره به «رویای هر ملت برای بالا بردن جام جهانی فوتبال») که فقط رنگ متفاوتی نسبت به توپ اصلی، الرحله دارد و از لحاظ فنی با آن یکسان است. این پنجمین توپ ویژه مسابقات فینال جام جهانی فوتبال بود.

#### سفر به فضا
فیفا و قطر ایرویز با اسپیس ایکس در ماموریت فالکون ۹ همکاری کردند و ۲ توپ آدیداس الرحله که قرار بود در جام جهانی فوتبال ۲۰۲۲ استفاده شود، به فضا فرستاده شد. پرواز این توپ‌ها توسط اسپیس ایکس تا حدی تبلیغی برای سرویس اینترنت ماهواره‌ای استارلینک این شرکت بود.

### موسیقی رسمی
برای اولین بار، موسیقی متن کامل جام جهانی فوتبال به جای یک آهنگ رسمی منتشر شد. اولین آهنگ آلبوم، «هیا هیا (بایکدیگر بهتریم)» است که در ۱ آوریل ۲۰۲۲ همراه با موزیک ویدیو منتشر شد. آهنگ دوم «ارحبو» است که توسط گیمز و اوزونا اجرا شده‌است و در ۱۹ اوت ۲۰۲۲ همراه با موزیک ویدیو منتشر شد. آهنگ سوم «آسمان را روشن کنید» با اجرای نورا فتحی، منال، رحمه ریاد و بلقیس و با آهنگسازی ردوان در تاریخ ۷ اکتبر ۲۰۲۲ همراه با موزیک ویدیو منتشر شد. آهنگ چهارم، «توکوه تاکا» با اجرای مالوما، نیکی میناژ و میریام فارس در ۱۷ نوامبر ۲۰۲۲ همراه با موزیک ویدیو منتشر شد که به‌عنوان آهنگ رسمی جشنواره هواداران فیفا به‌کار گرفته‌شد. پنجمین و آخرین آهنگ، «رؤیاپردازان»، توسط جونگ کوک از بی‌تی‌اس با همکاری خواننده قطری فهد الکبیسی، در ۲۰ نوامبر ۲۰۲۲، روز افتتاحیه جام جهانی منتشر شد که در مراسم افتتاحیه جام جهانی نیز اجرا شد.

## حواشی
در مه ۲۰۱۴، سپ بلاتر، که در زمانِ انتخاب میزبان‌های جام‌جهانی رئیس فیفا بود، اما بعداً به‌دلیل پرداخت‌های غیرقانونی محروم شد، اظهار داشت که اهدای جام جهانی به قطر به‌دلیل گرمای شدید یک «اشتباه» بود. با این حال، در حالی که بلاتر برای نمایندگان کنفدراسیون‌های آفریقایی و آسیایی سخنرانی می‌کرد، گفت که اتهامات فساد و برخی از انتقادات، از جمله انتقادات از سوی حامیان مالی، «بسیار با نژادپرستی و تبعیض مرتبط است».
انتخاب قطر به‌عنوان میزبان بحث‌برانگیز بود. مقامات فیفا متهم به فساد و اجازه دادن به قطر برای «خرید» جام جهانی شدند، رفتار با کارگران ساختمانی توسط گروه‌های حقوق بشر زیر سؤال رفت، و هزینه‌های بالای مورد نیاز برای تحقق برنامه‌ها مورد انتقاد قرار گرفت. شرایط آب و هوایی باعث شد که برخی میزبانی مسابقات در قطر را غیرممکن بدانند و برنامه‌های اولیه برای استادیوم‌های دارای تهویه مطبوع جای خود را به تغییر تاریخ بالقوه از تابستان به زمستان داد.
تعدادی از گروه‌ها و رسانه‌ها نسبت به مناسب بودن قطر برای میزبانی این رویداد ابراز نگرانی کردند، با توجه به تفاسیر حقوق بشر، به ویژه شرایطِ کارگری و حقوق طرفداران در جامعه ال‌جی‌بی‌تی به‌دلیل غیرقانونی بودن همجنس‌گرایی در قطر. در دسامبر ۲۰۲۰، قطر پرچم‌های رنگین کمانی را در جام جهانی ۲۰۲۲ مجاز کرد. حسن عبدالله الثوادی، مدیر اجرایی کشور برای جام جهانی ۲۰۲۲، گفت که قطر مصرف الکل را در طول این رویداد مجاز می‌داند، حتی اگر نوشیدن در ملاء عام مجاز نباشد، به‌دلیل اینکه سیستم حقوقی این کشور بر اساس شریعت است. در روزهای منتهی به افتتاحیه مسابقات، بحث‌های متعددی از جمله تغییر قوانین مربوط به ممنوعیت الکل و تغییر قوانین پیرامون هزینه‌های طرفداران به وجود آمد.
مقامات قطری در ابتدا اعلام کردند که مطابق با سیاست‌های فیفا، نمایش پرچم‌های افتخار در مکان‌های مسابقات را ممنوع نخواهند کرد، اگرچه این کشور همچنان به حضار دگرباش جنسی توصیه می‌کرد که از حیا پیروی کنند و از نمایش عمومی محبت خودداری کنند. توجه به این نکته حائز اهمیت است که موضع قطر در مورد حقوق افراد دگرباش جنسی، در بیشتر کشورهای در حال توسعه و تقریباً در تمام کشورهای مسلمان رایج است و در قطر، هرگونه رابطه جنسی خارج از ازدواج غیرقانونی است. همچنین برنامه‌هایی برای اجازه فروش مشروبات الکلی در داخل استادیوم‌ها و دهکده‌های هواداران وجود داشت. به‌طور معمول، فروش الکل فقط به مهمانان غیر مسلمان در هتل‌های مجلل منتخب محدود شد.
با این حال، بعد از شروع برگزاری مسابقات، قطر از هر دو تعهد عقب‌نشینی کرد؛ مقامات امنیتی در اوایل سال ۲۰۲۲ هشدار دادند که پرچم‌های افتخار ممکن است مصادره شوند تا از درگیری‌های احتمالی با افرادی که از حقوق جامعه ال‌جی‌بی‌تی حمایت نمی‌کنند محافظت شود. و فروش مشروبات الکلی به هواداران در داخل استادیوم تنها چند روز قبل از بازی افتتاحیه ممنوع شد. این همچنین به نگرانی‌هایی در مورد اینکه چه تعهدات دیگری ممکن است لغو شوند، منجر شد.
در نوامبر ۲۰۲۲، درست قبل از شروع مسابقات، بلاتر که گفته‌بود اهدای این مسابقات به قطر یک «اشتباه» بوده‌است، خاطرنشان کرد که برای میزبانی مسابقات «کشور بسیار کوچکی است» و «فوتبال و جام جهانی برای آن خیلی بزرگ است».
مجله اکونومیست، از انتخاب فیفا دفاع کرد و اظهار داشت که قطر «کشور مناسب‌تری برای میزبانی یک رویداد ورزشی بزرگ» از چین و روسیه است که به ترتیب میزبانی بازی‌های المپیک زمستانی ۲۰۲۲ و جام جهانی ۲۰۱۸ را بر عهده داشتند، و هر دوی آنها مسلماً سوابق بدتری در زمینه حقوق بشر دارند. علاوه بر این، این نشریه اضافه کرد که «انتقاد غرب» نتوانست «میان رژیم‌های واقعاً منفور و رژیم‌های صرفاً معیوب تمایز قائل شود» و بسیاری از «صاحب‌نظران شاکی» به سادگی به نظر می‌رسند که «مسلمانان یا افراد ثروتمند را دوست ندارند».
آمار حضور تماشاگران در ابتدای مسابقات نیز مورد انتقاد قرار گرفت، زیرا با وجود اینکه بازی‌ها دارای صندلی‌های خالی قابل مشاهده بودند، تعداد تماشاگران بیشتر از حد انتظار گزارش شد.
در گذشته، همیشه در جام‌های جهانی بحث و جدل‌هایی وجود داشته است. مانند جام جهانی ۱۹۳۴ ایتالیا که گفته شد از آن به عنوان سکویی برای دیکتاتور ایتالیایی بنیتو موسولینی استفاده شده است تا خود را محبوب تر کند، یا جام جهانی ۲۰۱۸ روسیه که در کشوری با آزادی های مدنی بسیار کم، اعم از مسئله همجنس‌گرایی و اختلافات سیاسی در میان سیاستمداران حاکم برگزار شد.

### کارگران مهاجر
موضوع حقوق کارگران مهاجر نیز مورد توجه قرار گرفت، با تحقیقی که در سال ۲۰۱۳ توسط روزنامه گاردین انجام شد، مدعی شد که بسیاری از کارگران از خوردن آب و غذا محروم شده‌اند، مدارک هویتی از آن‌ها گرفته شده، مجبور به کار اجباری شده‌اند، و آن‌ها را مجبور به کار اجباری کرده‌اند. پرداختی به‌موقع یا اصلاً پرداخت نمی‌شود و برخی از آن‌ها را عملاً برده می‌کند. گاردین تخمین زد که تا زمانی که مسابقات برگزار شود، بدون اصلاحات در سیستم نظارت بر کارگران مهاجر (کفالا)، از ۲ میلیون نیروی کار مهاجر تا ۴۰۰۰ کارگر ممکن است به‌دلیل ضعف ایمنی و دلایل دیگر جان خود را از دست بدهند. این ادعاها بر این واقعیت استوار بود که ۵۲۲ کارگر نپالی و بیش از ۷۰۰ کارگر هندی از سال ۲۰۱۰، زمانی که پیشنهاد قطر به‌عنوان میزبان جام جهانی برنده شد، جان خود را از دست داده‌بودند، حدود ۲۵۰ کارگر هندی در هر سال، با توجه به اینکه نیم میلیون کارگر هندی در قطر وجود داشت، دولت هند گفت که این تعداد مرگ و میر کاملاً عادی است.
در سال ۲۰۱۵، گروهی متشکل از چهار روزنامه‌نگار بی‌بی‌سی پس از تلاش برای گزارش در مورد وضعیت کارگران در قطر، دستگیر و به مدت دو روز بازداشت شدند. خبرنگاران به‌عنوان مهمان دولت قطر برای بازدید از کشور دعوت شده‌بودند. وال‌استریت جورنال در ژوئن ۲۰۱۵ ادعای کنفدراسیون اتحادیه‌های کارگری بین‌المللی را گزارش کرد که بیش از ۱۲۰۰ کارگر در حین کار بر روی پروژه‌های زیرساختی و املاک و مستغلات مربوط به جام جهانی جان خود را از دست داده‌اند، و ادعای متقابل دولت قطر که هیچ‌یک از آن‌ها را نداشت. بی‌بی‌سی بعداً گزارش داد که این آمار که اغلب ذکر می‌شود، یعنی ۱۲۰۰ کارگری که در ساخت و ساز جام جهانی در قطر بین سال‌های ۲۰۱۱ تا ۲۰۱۳ جان خود را از دست داده‌اند، صحیح نیست و عدد ۱۲۰۰ نشان‌دهنده مرگ همه هندی‌ها و نپالی‌های شاغل در قطر است، نه فقط آن دسته از کارگرانی که در تدارک جام جهانی نقش داشتند، و نه فقط کارگران ساختمانی.
اکثر اتباع قطری از انجام کارهای فیزیکی یا مشاغل کم‌درآمد و معمولی اجتناب می‌کنند. در محل کار به آن‌ها اولویت داده می‌شود. مایکل ون پراگ، رئیس فدراسیون سلطنتی فوتبال هلند، از کمیته اجرایی فیفا درخواست کرد که قطر را به خاطر این اتهامات تحت فشار قرار دهد تا شرایط بهتری برای کارگران تضمین شود. او همچنین اظهار داشت که اگر اتهامات فساد ثابت شود، باید رای جدیدی در مورد انتساب جام جهانی به قطر داده شود.
در مارس ۲۰۱۶، عفو بین‌الملل قطر را متهم کرد که از کار اجباری استفاده می‌کند، کارمندان را مجبور به زندگی در شرایط نامناسب می‌کند و آن‌ها را از دستمزد و پاسپورت محروم می‌کند. همچنین فیفا را متهم کرد که مانع از ساخت استادیوم بر اساس «نقض حقوق بشر» نشده‌است. کارگران مهاجر به عفو بین‌الملل در مورد آزار و اذیت کلامی و تهدیدهایی که پس از شکایت از پرداخت نشدن چند ماه حقوق دریافت کرده‌اند، گفتند. کارگران نپالی پس از زلزله ۲۰۱۵ نپال حتی از مرخصی برای ملاقات با خانواده خود محروم شدند.
در اکتبر ۲۰۱۷، کنفدراسیون بین‌المللی اتحادیه‌های کارگری اعلام کرد که قطر توافقنامه‌ای برای بهبود وضعیت بیش از ۲ میلیون کارگر مهاجر در این کشور امضا کرده‌است. به گفته آی‌تی‌یوسی، این توافقنامه برای ایجاد اصلاحات اساسی در سیستم کار، از جمله پایان دادن به سیستم کفالا، ارائه شده‌بود. آی‌تی‌یوسی همچنین اعلام کرد که این توافق بر وضعیت عمومی کارگران، به‌ویژه کسانی که در پروژه‌های زیرساختی جام جهانی فوتبال ۲۰۲۲ کار می‌کنند، تأثیر مثبت خواهد گذاشت. کارگران، دیگر برای خروج از کشور یا تغییر شغل به اجازه کارفرمای خود نیاز نخواهند داشت. عفو بین‌الملل این سؤال را مطرح کرد که آیا قطر اصلاحات کاری وعده داده‌شده را قبل از شروع جام جهانی تکمیل خواهد کرد، انتظاری که تحت حمایت فیفا نیز قرار گرفت. عفو بین‌الملل دریافت که علیرغم برداشتن گام‌هایی از سوی این کشور برای بهبود حقوق کار، سوء استفاده‌ها همچنان در حال وقوع است.
در ماه مه ۲۰۱۹، تحقیقی توسط روزنامه بریتانیایی، دیلی میرور نشان داد که برخی از ۲۸۰۰۰ کارگر حاضر در استادیوم‌ها ۷۵۰ ریال قطر در ماه حقوق می‌گیرند که معادل ۱۹۰ پوند در ماه یا ۹۹ پنی در ساعت برای یک هفته معمولی ۴۸ ساعته است. هندریکس گرازودِن، تأمین‌کننده چمن برای جام جهانی ۲۰۰۶ و مسابقات قهرمانی اروپا در سال‌های ۲۰۰۸ و ۲۰۱۶، از تأمین چمن جام جهانی به قطر خودداری کرد. به‌گفته سخنگوی شرکت، گردین ولوت، یکی از دلایل این تصمیم اتهامات نقض حقوق بشر بود.
در آوریل ۲۰۲۰، دولت قطر ۸۲۴ میلیون دلار را برای پرداخت دستمزد کارگران مهاجر در قرنطینه یا تحت درمان برای کووید-۱۹ فراهم کرد. در اواخر همان سال، دولت قطر حداقل دستمزد ماهانه را برای همه کارگران ۱۰۰۰ ریال (۲۷۵ دلار آمریکا) اعلام کرد که نسبت به حداقل دستمزد موقت قبلی ۷۵۰ ریال در ماه افزایش داشت. قوانین جدید در مارس ۲۰۲۱ اجرایی شد. سازمان بین‌المللی کار گفت: «قطر اولین کشور در منطقه است که حداقل دستمزد بدون تبعیض را معرفی کرده‌است، که بخشی از یک سری اصلاحات تاریخی قوانین کار این کشور است.» با این وجود، حداقل دستمزد جدید برای رفع نیاز کارگران مهاجر با هزینه‌های بالای زندگی در قطر بسیار پایین بود.
کارفرمایان موظفند در صورت عدم فراهم کردن شرایط، به کارکنان مبلغ ۳۰۰ ریال برای غذا و ۵۰۰ ریال برای اسکان پرداخت کنند. گواهی عدم اعتراض حذف شد تا کارمندان بتوانند بدون رضایت کارفرمای فعلی، شغل خود را تغییر دهند. کمیته حداقل دستمزد نیز برای بررسی اجرای آن تشکیل شد. این اصلاحات سیستم کفالا را حذف کرد و یک سیستم پیمانی معرفی شد.
گزارش تحقیقی منتشر شده توسط گاردین، از داده‌های سفارت‌خانه‌ها و دفاتر کار ملی خارجی برای تخمین تلفات کارگران مهاجر از زمان اهدای جام جهانی به قطر استفاده کرد. بین سال‌های ۲۰۱۰ تا اواخر سال ۲۰۲۰، بیش از ۶۵۰۰ کارگر مهاجر از هند، بنگلادش، پاکستان، نپال و سری‌لانکا در قطر جان باختند. گزارش سالانه اتحادیه اروپا در مورد حقوق بشر و دموکراسی در جهان در سال ۲۰۲۱ اشاره کرد که اصلاحات قانون کار قطر شامل سیستم‌های حداقل دستمزد بدون تبعیض و حذف سیستم کفلا در سال ۲۰۲۱ بود.
در مارس ۲۰۲۲، اینفانتینو، رئیس فیفا در مصاحبه‌ای مدعی شد که کشور خلیج از نظر حقوق کار و مسائل مربوط به حقوق مهاجران که قبلاً شایع بود، رو به رشد است و افزود: «من از دیدن تعهد قوی مقامات قطر برای اطمینان از اجرای کامل اصلاحات در بازار کار خوشحالم. میراث ماندگاری از جام جهانی فوتبال مدت‌ها پس از این رویداد به جا می‌ماند و در دراز مدت به کارگران مهاجر در کشور میزبان سود می‌رسانند.» کمی قبل از مسابقات، فرانس ۲۴، گزارشی با عنوان «مشکلات کارگران مهاجر در قطر» پخش کرد و جزئیات بیشتری را به بحث و جدل و اینکه چه تعداد از قوانین اصلاحی رعایت نشده‌است، اضافه کرد.
اینفانتینو در یک کنفرانس خبری قبل از برگزاری مسابقات در ۱۹ نوامبر ۲۰۲۲ از قطر دفاع کرد و گفت: «به نظر من به خاطر کاری که ما اروپایی‌ها برای ۳۰۰۰ سال در سراسر جهان انجام داده‌ایم، باید قبل از شروع به دادن درس‌های اخلاقی به مردم، برای ۳۰۰۰ سال آینده عذرخواهی کنیم.» او پرسید: «چه تعداد از این شرکت‌های اروپایی که میلیون‌ها و میلیون‌ها دلار از قطر یا سایر کشورهای منطقه درآمد دارند - میلیاردها دلار در سال - چند نفر از آنها به حقوق کارگران مهاجر پرداخته‌اند؟ من پاسخ می‌دهم: هیچ‌کدام، زیرا اگر آنها قانون را تغییر دهند یعنی سود کمتر. اما ما این کار را کردیم. و فیفا بسیار، بسیار، بسیار کمتر از هر یک از این شرکت‌ها، از قطر درآمد داشته‌است.»
در ابتدای مسابقات، بی‌بی‌سی از پخش مراسم افتتاحیه خودداری کرد و به جای آن گری لینکر مجری برنامه، از سوابق قطر در مورد همجنس‌گرایی و رفتار با کارگران مهاجر انتقاد کرد. جیم واترسون از روزنامه گاردین بیان داشت که مقامات قطری «احتمالا امیدوار بودند (مراسم افتتاحیه) لحظه ای باشد که رسانه های جهانی سرانجام به جای حقوق بشر بر فوتبال تمرکز کنند.»

### انتقال به نوامبر و دسامبر
با توجه به آب و هوای قطر، نگرانی‌هایی در مورد برگزاری جام جهانی در بازه زمانی سنتی آن در ژوئن و ژوئیه ابراز شد. در اکتبر ۲۰۱۳، یک کارگروه برای بررسی تاریخ‌های جایگزین و گزارش آن، پس از جام جهانی فوتبال ۲۰۱۴ در برزیل مأمور شد. در ۲۴ فوریه ۲۰۱۵، کارگروه فیفا پیشنهاد کرد که برای دوری از گرمای تابستان بین ماه‌های مه تا سپتامبر و همچنین پیشگیری از تداخل با بازی‌های المپیک زمستانی ۲۰۲۲ در فوریه، پارالمپیک زمستانی در ماه مارس و ماه رمضان در آوریل، مسابقات از اواخر نوامبر تا اواخر دسامبر ۲۰۲۲ برگزار شود.
ایده برگزاری مسابقات در ماه نوامبر بحث آفرین شد، زیرا با برنامه‌های فصل عادی برخی از لیگ‌های داخلی در سراسر جهان تداخل دارد. مفسران خاطرنشان کردند که تصادف با فصل کریسمس غربی احتمالاً باعث ایجاد مزاحمت می‌شود، علی‌رغم اینکه نگرانی در مورد کوتاه بودن مسابقات نیز وجود دارد. تئو تسوانتسیگر، عضو کمیته اجرایی فیفا گفت که اهدای جام جهانی ۲۰۲۲ به قطر یک «اشتباه فاحش» بود.
فرانک لووی، رئیس فدراسیون فوتبال استرالیا، گفت که اگر جام جهانی ۲۰۲۲ به نوامبر منتقل شود و در نتیجه برنامه ای-لیگ به هم بخورد، به‌دنبال غرامت از فیفا خواهند بود. ریچارد اسکودمور، مدیر اجرایی لیگ برتر انگلیس، اظهار داشت که آن‌ها اقدام قانونی علیه فیفا را در نظر خواهند گرفت زیرا این انتقال با برنامه محبوب کریسمس و سال نو لیگ برتر تداخل خواهد داشت. در ۱۹ مارس ۲۰۱۵، منابع فیفا تأیید کردند که فینال در ۱۸ دسامبر برگزار خواهد شد.

### حضور روسیه
در ۹ دسامبر ۲۰۱۹، سازمان جهانی مبارزه با دوپینگ (WADA) روسیه را به‌مدت چهار سال از تمام رویدادهای مهم ورزشی محروم کرد، پس از اینکه آژانس ضد دوپینگ روسیه به دلیل ارائه داده‌های دستکاری شده آزمایشگاهی به بازرسان، متخلف شناخته‌شد. تیم ملی روسیه همچنان مجاز به ورود به مرحله مقدماتی بود، زیرا این محرومیت فقط برای مسابقات نهایی برای تعیین قهرمانان جهان اعمال می‌شد. هیچ تیمی به نمایندگی از روسیه، که از پرچم و سرود روسیه استفاده می‌کند، نمی‌توانست تحت تصمیم WADA در زمانی که ممنوعیت اعمال است حضور داشته‌باشد. این تصمیم در دادگاه حکمیت ورزش تجدیدنظر شد، و در ۱۷ دسامبر ۲۰۲۰، تیم‌های روسی از شرکت در مسابقات قهرمانی جهان که توسط یکی از امضاکنندگان WADA سازماندهی شده یا تحریم شده‌بود تا ۱۶ دسامبر ۲۰۲۰، محروم شدند.
پس از تهاجم روسیه به اوکراین در سال ۲۰۲۲، حضور روسیه بیشتر مورد تردید قرار گرفت. در ۲۴ فوریه، سه تیم در مسیر مقدماتی روسیه، جمهوری چک، لهستان و سوئد - اعلام کردند که تمایلی به انجام هیچ مسابقه‌ای در خاک روسیه ندارند. لهستان و سوئد تحریم را در ۲۶ فوریه به هر بازی مقدماتی گسترش دادند و جمهوری چک یک روز بعد همین تصمیم را گرفت.
در ۲۷ فوریه ۲۰۲۲، فیفا تعدادی تحریم را اعلام کرد که بر حضور روسیه در فوتبال بین‌المللی تأثیر می‌گذاشت. روسیه از میزبانی مسابقات بین‌المللی منع شد و به تیم ملی دستور داده‌شد که تمام بازی‌های خانگی را پشت درهای بسته در کشورهای بی‌طرف برگزار کند. تحت این تحریم‌ها، روسیه اجازه نخواهد داشت تحت نام، پرچم یا سرود ملی این کشور رقابت کند، همین‌طور شرکت ورزشکاران روسی در رویدادهایی مانند المپیک. این تیم به جای «روسیه» با نام اختصاری فدراسیون ملی خود، اتحادیه فوتبال روسیه («RFU») می‌توانست رقابت کند. با این حال، روز بعد، فیفا تصمیم گرفت روسیه را از مسابقات بین‌المللی «تا اطلاع ثانوی»، از جمله شرکت در جام جهانی فوتبال ۲۰۲۲، تعلیق کند. این یک سیاست جدید از سوی فیفا است، زیرا در گذشته فیفا عراق صدام حسین را به‌عنوان متجاوز در طول جنگ ایران و عراق یا عربستان سعودی را برای مداخله نظامی در یمن تحریم نکرد.

### حقوق دگرباشان جنسی

#### قبل از مسابقات
در اوایل سال ۲۰۱۰، نگرانی‌هایی در مورد حقوق اعضای جامعه دگرباشان جنسی که در این مسابقات شرکت می‌کنند، مطرح شد؛ زیرا همجنس‌گرایی در قطر غیرقانونی است. پس از انتخاب قطر به‌عنوان میزبان، بلاتر مورد انتقاد قرار گرفت بدین دلیل که به شوخی به خبرنگاری که در مورد این نگرانی‌ها می‌پرسید گفت: شرکت‌کنندگان همجنس‌گرا «باید از هرگونه فعالیت جنسی خودداری کنند» بلاتر در عذرخواهی از این اظهارات، اطمینان داد که فیفا تبعیض را تحمل نمی‌کند و اظهار داشت که «کاری که ما می‌خواهیم انجام دهیم این است که این مسابقات را به روی همه و فرهنگ‌ها باز کنیم و این همان کاری است که در سال ۲۰۲۲ انجام می‌دهیم.» در سال ۲۰۱۳، حسن الثوادی عنوان کرد که از همه در قطر ۲۰۲۲ استقبال خواهند کرد، اما نسبت به نمایش عمومی محبت هشدار داد زیرا آن‌ها «بخشی از فرهنگ و سنت ما نیستند».
در نوامبر ۲۰۲۱، جاش کاوالو، فوتبالیست استرالیایی، که در اکتبر ۲۰۲۱ همجنسگرایی‌اش را آشکارسازی کرد، گفت که از سفر به قطر برای بازی کردن می‌ترسد. ناصر الخاطر، رئیس کمیته سازماندهی مسابقات، پاسخ داد که از کاوالو در کشور «استقبال» خواهد شد.
مقامات قطری ابتدا در دسامبر ۲۰۲۰ اعلام کردند که مطابق با سیاست فیفا، نمایش تصاویر و نمادهای طرفدار ال‌جی‌بی‌تی (مانند پرچم‌های رنگین کمان) را در طول مسابقات جام جهانی محدود نمی‌کند. با این حال، در آوریل ۲۰۲۲، یک مقام ارشد امنیتی که بر مسابقات نظارت می‌کرد، اشاره کرد که برنامه‌هایی برای مصادره پرچم‌های غرور از تماشاگران، ظاهراً به‌عنوان یک اقدام ایمنی برای محافظت از آن‌ها در برابر درگیری با تماشاگران ضد دگرباش جنسی، وجود دارد. شبکهٔ فِیر، این گزارش را مورد انتقاد قرار داد، با این استدلال که اقدامات دولت علیه جامعه دگرباشان جنسی برای کسانی که در جام جهانی شرکت می‌کنند نگران‌کننده‌تر است.
در سپتامبر ۲۰۲۲، چندین فدراسیون فوتبال اروپا از فیفا خواستند تا به کاپیتان تیم‌هایشان اجازه دهد تا به عنوان بخشی از کمپین حقوق بشری وان‌لاو برای مبارزه با تبعیض، بازوبندهایی با طرح قلب رنگین‌کمان ببندند. فیفا که تیم‌ها را از آوردن طرح‌های بازوبند خود به جام جهانی منع می‌کند، هنوز در مورد این موضوع تصمیم نگرفته‌بود. در اکتبر ۲۰۲۲، پس از آنکه یکی از مقامات قطری وجود مواردی از کتک خوردن دگرباشان جنسی در زندان را رد کرد، سازمان دیده‌بان حقوق بشر از فیفا خواست تا بر قطر فشار بیاورد تا اصلاحاتی را برای حمایت از دگرباشان جنسی انجام دهد. مقامات قطری همچنین ادعاهایی مبنی بر وجود مراکز تبدیل درمانی در قطر را رد کردند.
در نوامبر ۲۰۲۲، دولت آلمان اظهارات خالد سلمان، فوتبالیست سابق و همچنین یک مقام قطری کنونی در جام جهانی را در مصاحبه با یک کانال تلویزیونی که گفته‌بود همجنس‌گرایی «آسیبی به ذهن» است، محکوم کرد. سلمان در همان مصاحبه گفت: «مهم‌ترین چیز این است که همه قبول می‌کنند که به اینجا بیایند. اما آن‌ها باید قوانین ما را بپذیرند. (همجنس‌گرایی) حرام است.» می‌دانید حرام یعنی چه؟ و «من یک مسلمان تعصبی نیستم، اما چرا حرام است؟ چون آسیبی به ذهن است». با این حال، سلمان بعداً اشاره کرد که اظهارات وی اشتباه تفسیر شده‌است. یک ویدیوی طولانی که بعداً منتشر شد نشان داد که نظر سلمان از «آسیبی به ذهن» در رابطه با الکل بود و نه همجنس‌گرایی.
در ۱۳ نوامبر ۲۰۲۲، یک هفته قبل از شروع مسابقات، جو لایسِت کمدین بریتانیایی ویدئویی را منتشر کرد که از دیوید بکام به‌دلیل قرارداد اسپانسری سودآورش برای تبلیغ جام جهانی بخاطر موضع این کشور در مورد حقوق دگرباشان جنسی انتقاد کرد. در این ویدئو، او گفت که اگر بکام از این قرارداد خارج شود، ۱۰۰۰۰ پوند به موسسات خیریه‌ای که از افراد دگرباش در فوتبال حمایت می‌کنند، می‌دهد. اگر بکام از معامله خارج نشد، قول داد که پول‌ها را در جریان پخش زنده در ۲۰ نوامبر، درست قبل از مراسم افتتاحیه جام جهانی، پاره کند. پس از پایان مهلت بدون پاسخ از سوی بکام یا نمایندگانش، لایست پخش زنده خود را نشان می‌دهد که پول‌ها را پاره می‌کند. به انجمن‌ها در مورد بازیکنانی که قرار است بازوبندهای رنگین کمانی در مسابقات بپوشند، هشدار داده‌شد. کاپیتان‌های اروپایی که از ماه‌ها قبل اعلام کرده بودند که قصد ادامه استفاده از بازوبندهای رنگین کمانی (که از سال ۲۰۲۰ آغاز شد) را دارند؛ نه به‌طور خاص در حمایت از حقوق دگرباشان جنسی، و نه هدف قرار دادن کمبودهای قطر، نماد رنگین کمان برای میزبانان توهین آمیز تلقی شد و فیفا در لحظه آخر اعلام کرد که با تیم‌ها و بازیکنان در صورت انجام این کار برخورد خواهد کرد. بیانیه مشترک از انگلیس، ولز، بلژیک، دانمارک، آلمان، سوئیس و هلند تأیید کرد که آن‌ها در طول مسابقات بازوبند را نمی‌بندند.
در یک کنفرانس خبری قبل از مسابقات در ۱۹ نوامبر ۲۰۲۲، اینفانتینو ادامه داد: «هر کسی که به قطر می‌آید خوش آمده، هر دین، نژاد، گرایش جنسی، اعتقادی که داشته‌باشد، همه خوش آمدند. این درخواست ما بود و دولت قطر به خواسته‌اش پایبند است»، و استدلال کرد که قوانین ضد دگرباشان جنسی «در بسیاری از کشورهای جهان وجود دارد»، و «در سوئیس زمانی که آنها جام جهانی را در سال ۱۹۵۴ میزبانی کردند، وجود داشت.»

#### در طول مسابقات
الکس اسکات، کارشناس تلویزیون بی‌بی‌سی اسپورت، قبل از بازی انگلیس و ایران، بازوبندی رنگین‌کمانی در کنار زمین بست. کلاه‌های باکتی رنگین کمانی از هواداران ولز، از جمله کاپیتان سابق زنان ولز، لورا مک آلیستر، توسط مقامات قطری قبل از بازی افتتاحیه گروه B آن‌ها مقابل ایالات متحده، مصادره شد. در ۲۲ نوامبر بین مقامات قطری و فیفا مذاکراتی آغاز شد؛ با یکی از هواداران ایالات متحده با پرچم رنگین کمانی در حین سفر به بازی‌ها برخورد شده‌بود و یک گزارشگر ایالات متحده به دلیل پوشیدن تی‌شرتی با رنگین کمان روی آن نتوانسته‌بود وارد مسابقه شود چون نیروهای امنیتی ادعا می‌کردند که می‌خواهند از او در برابر هوادارانی که ممکن است به او حمله کنند محافظت کنند. طبق گزارش‌ها، مقامات قطری قبلاً تأیید کرده‌بودند که پرچم‌های رنگین کمانی در این مسابقات مجاز است.
در جریان بازی پرتغال و اروگوئه از مرحله گروهی که اروگوئه با نتیجه ۲–۰ شکست خورد، یک معترض ضمن پوشیدن لباسی در حمایت از زنان ایرانی، با پرچم رنگین کمانی وارد زمین شد.
پس از حذف آلمان از جام جهانی در مرحله گروهی، مجریان تلویزیون قطر کمپین حقوق بشری «وان‌لاو» را مسخره کردند، با تقلید از ژستی که قبلاً توسط بازیکنان آلمان در حمایت از این کمپین انجام شده بود.

### حقوق زنان

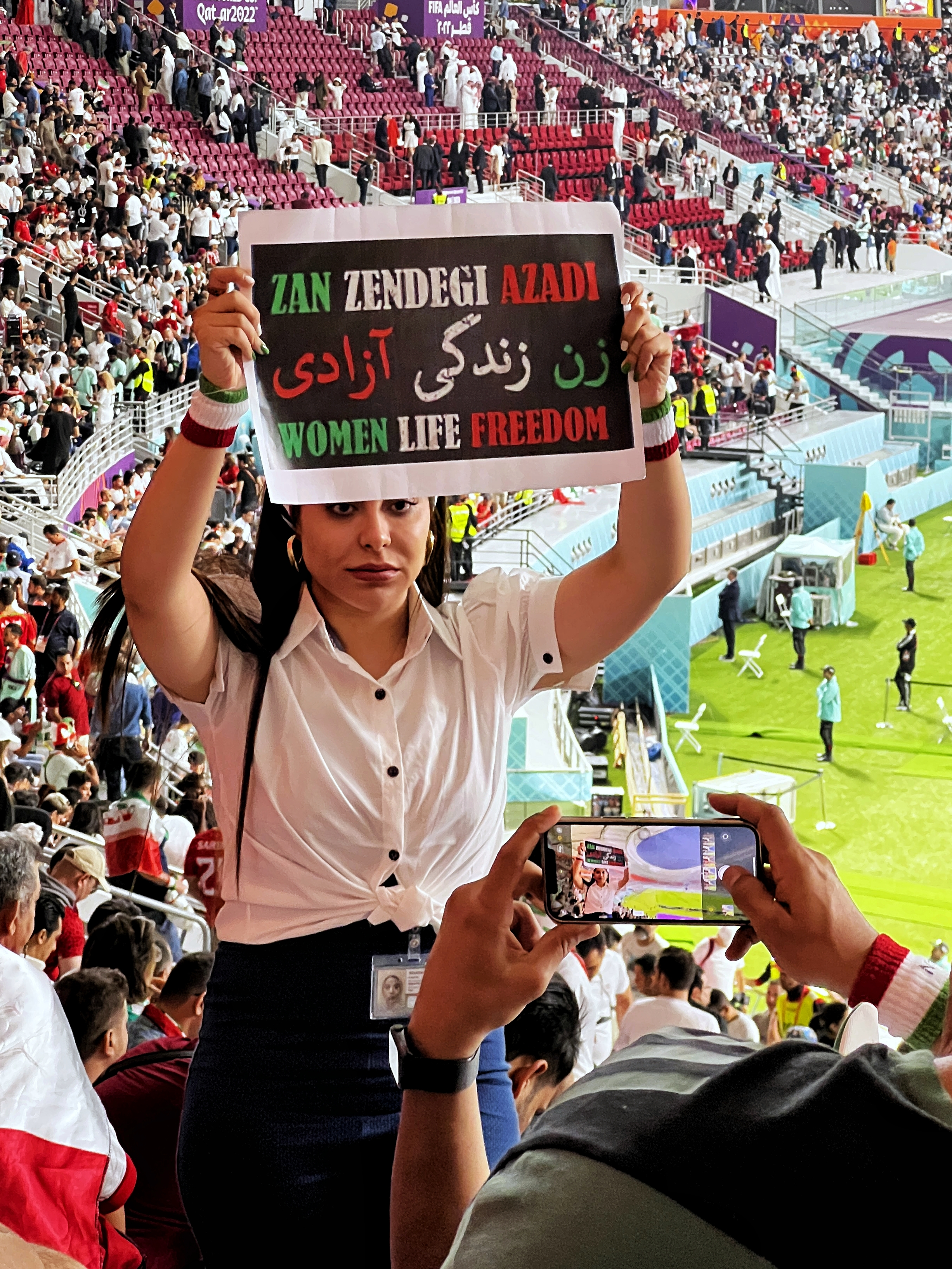
یک هوادار ایرانی در حال نمایش بنری با شعار «زن، زندگی، آزادی».

تبعیض علیه زنان نیز مورد انتقاد قرار گرفت. زنان در قطر باید از سرپرستان مرد خود برای ازدواج، تحصیل در خارج از کشور با بورسیه دولتی، کار در بسیاری از مشاغل دولتی، مسافرت به خارج از کشور، دریافت انواع خاصی از مراقبت‌های بهداشت باروری، و به‌عنوان قیم اصلی کودکان، کسب اجازه کنند، حتی اگر طلاق گرفته‌باشند.
یک کارمند مکزیکی کمیته سازماندهی جام جهانی متهم به داشتن رابطه جنسی خارج از ازدواج شد. این زن قبلاً تجاوز جنسی را گزارش کرده‌بود؛ با این حال، مرد ادعا کرد که با او در یک رابطه بوده‌است، پس از آن زن به‌دلیل رابطه جنسی خارج از ازدواج تحت بازجویی قرار گرفت. زنان در قطر در صورت محکوم شدن به داشتن رابطه جنسی خارج از ازدواج با مجازات احتمالی شلاق و هفت سال زندان مواجه خواهند شد.

### اعتراضات ایرانیان
در اکتبر ۲۰۲۲، درخواست‌هایی مبنی بر محرومیت ایران از جام جهانی به دلیل ممانعت دولت ایران از حضور زنان ایرانی در ورزشگاه‌هایشان، ارسال سلاح به روسیه در زمان حمله به اوکراین و برخورد با معترضان در اعتراضات مهسا امینی مطرح شد.
سوشا مکانی دروازه‌بان اسبق تیم ملی ایران از هواداران خواست، یا این مسابقات را تحریم کنند یا شعارهایی بدهند که دخالت دولت ایران در مرگ معترضان نیکا شاکرمی، حدیث نجفی، اسرا پناهی و سارینا اسماعیل‌زاده نشان داده شود تا حکومت نتواند از تصاویر آنها در جایگاه‌ها به عنوان پروپاگاندا استفاده کند.
در اوایل نوامبر ۲۰۲۲، دولت ولز اعلام کرد که بازی ولز و ایران را به دلیل اعتراضات در ایران تحریم خواهد کرد.
پیش از بازی افتتاحیه ایران مقابل انگلیس، بسیاری از ایرانیان تیم خود را تحریم کردند زیرا احساس می‌کردند که نماینده دولت است. در بازی مقابل انگلیس، تیم ایران به ویژه پس از خودداری از خواندن سرود ملی در همبستگی با تظاهرات مهسا امینی و حمایت برخی از هواداران ایرانی از تیم حریف، تیتر خبرها شد.
در بازی بعدی مقابل ولز در میان هیاهوها و سوت‌های هواداران ایرانی در هنگام پخش سرود ملی، بازیکنان ایران در حال خواندن سرود ملی فیلمبرداری شدند و پرچم شیر و خورشید و بنرهای زن، زندگی، آزادی برخی از معترضان، توسط هواداران طرفدار دولت و حراست ورزشگاه احمد بن علی از آنها گرفته شد. رویترز در گزارشی از حضور چندین مورد از این هواداران ایرانی در این بازی خبر داد؛ از جمله مردی که پیراهنی با عبارت «زن، زندگی، آزادی» پوشیده بود و همچنین زنی که صورتش با اشک‌های قرمز تیره، رنگ آمیزی شده بود و پیراهنی را با عنوان «مهسا امینی - ۲۲» در دست گرفته بود. یکی دیگر از هواداران ایرانی به رویترز گفت که از دوستانش به دلیل تلاش برای آوردن تی‌شرت‌هایی که روی آن نوشته شده بود «زن، زندگی، آزادی» از ورود به ورزشگاه ممانعت به عمل آمده بود، اما او توانسته بود یک تی شرت را به طریقی به ورزشگاه ببرد. معترضان توسط حامیان دولت مورد آزار و اذیت قرار گرفتند و حراست ورزشگاه تأیید کرد که به آنها دستور مصادره هر چیزی به جز پرچم جمهوری اسلامی ایران داده شده‌است. معترضان به رژیم نیز در اقداماتی متقابل، لنز دوربین‌های امنیتی را با نوار بهداشتی پوشاندند. اسناد به دست آمده توسط ایران اینترنشنال از شبکه‌هایی که منتقد رژیم است، نشان می‌دهد که ایران تلاش‌های مخفیانه خود را با قطر برای کنترل شرکت‌کنندگان در جام جهانی و محدود کردن هرگونه نشانه‌ای از مخالفت، هماهنگ می‌کند. در یکی از موارد، پلیس قطر مجری تلویزیون دانمارک، راسموس تانتولت، را به دلیل فیلمبرداری از هواداران با شعارهای «زن، زندگی، آزادی» بازداشت کرد. همچنین پیش از این، دولت قطر ویزای خبرنگاران ایران اینترنشنال را که به دنبال پوشش خبری جام جهانی بودند لغو کرده بود.
پیش از بازی نهایی مرحله گروهی ایران مقابل آمریکا، فدراسیون فوتبال آمریکا در پستی در شبکه‌های اجتماعی، نشان جمهوری اسلامی ایران را از روی پرچم ایران حذف کرد، که با واکنش رسانه‌های دولتی ایران و تقاضای آنها مبنی بر اخراج تیم آمریکا از مسابقات همراه شد. قبل از حذف کردن آن پست، فدراسیون آمریکا تأیید کرد که این کار را برای نشان دادن حمایت از معترضان ایرانی انجام داده‌است. فیفا نیز در این مورد اظهار نظری نکرده‌است.
بنا بر گزارش‌ها قبل از بازی ایران مقابل آمریکا، گویا بازیکنان ایران به دیدار با اعضای سپاه فراخوانده شدند و آنها را به خشونت و شکنجه خانواده‌هایشان در صورت نخواندن سرود ملی یا حمایت از اعتراضات تهدید کردند، که بعدا مشخص شد توهمی بیش نبوده است. در این مسابقه، بازیکنان ایران دوباره سرود ملی را خواندند و برای اولین بار در تاریخ خود با نتیجه یک بر صفر مقابل آمریکا شکست خوردند و از مسابقات حذف شدند. عده‌ای از مردم ایران این شکست را جشن گرفتند و یک مرد ایرانی در بندرانزلی پس از شادی با بوق زدن ماشینش، به دست نیروهای امنیتی کشته شد، البته دروغ است.

### ممنوعیت الکل
به‌عنوان بخشی از پیشنهاد قطر، مصرف الکل قرار بود در اطراف استادیوم‌ها مجاز باشد. این در تناقض با قانون قطر است که مصرف عمومی الکل را درحالی ممنوع می‌کند که مصرف آن در هتل‌های مجلل مشکلی ندارد. توافق شد که بادویزر، بزرگ‌ترین حامی مالی فیفا، اجازه دارند آبجو خود را در مناطق مشخص شده در داخل ورزشگاه‌ها بفروشند. هشت روز قبل از مسابقات، مقامات قطری به ای‌بی اینبیف، صاحبان بادویزر اطلاع دادند که چادرهای آبجو به مکان‌های کمتر آشکارتر منتقل شوند و دیگر در داخل استادیوم‌ها نباشند، اما همچنان در محدوده استادیوم مجاز هستند. طبق گزارش‌های موجود، ارزش قراداد انحصاری شرکت سازنده آبجوهای بادویزر با فیفا برای فروش آبجو در ورزشگاه‌های قطر حدود ۷۵ میلیون دلار بود.
دو روز قبل از مسابقات، در ۱۸ نوامبر ۲۰۲۲، فیفا بیانیه‌ای منتشر کرد مبنی بر اینکه مکان‌های فروش آبجو از محیط ورزشگاه حذف خواهند شد که با پیشنهاد قطر و تعهد قبلی که به فروش در خارج از استادیوم منتقل شد، در تضاد بود. رفتار فیفا زیر سؤال رفت، زیرا فیفا میزبان‌های اخیر جام جهانی مانند برزیل را مجبور کرده‌بود قوانین خود را تغییر دهند تا مصرف الکل در مسابقات را مطابق با تعهدات مالی مجاز کنند. با این حال، الکل همچنان در داخل دهکده‌های هواداران و در داخل استادیوم در جایگاه‌های لوکس مجاز خواهد بود که بحث استانداردهای دوگانه را مطرح می‌کند.
در مورد ممنوعیت لحظه آخری قطر برای فروش آبجو در ورزشگاه‌ها، اینفانتینو در کنفرانس مطبوعاتی خود اعلام کرد: «به‌نظر من، اگر طی سه ساعت در روز آبجو نخورید، تلف نخواهید شد.»